# 天才てれびくんワイド
天才てれびくんワイド（てんさいてれびくんワイド）は、1999年4月5日から2003年4月3日までNHK教育テレビで放送されていたテレビ番組。

## 概要
『天才てれびくん』のテレビ番組第2作、放送開始7年目から10年目のシリーズにあたる。
番組の対象年齢は小学生であるが、中学生が対象に含まれる視聴者参加企画もある。

## 基礎情報
- 放送局：NHK教育テレビ
- 放送期間：1999年4月5日 - 2003年4月3日
- 放送時間：月曜 - 木曜 18:00 - 18:44（44分）
- シリーズ詳細
  - 1999年度 - 2000年度「地球帰還」
  - 2001年度「天才丸」
  - 2002年度「メディアステーション」

## 1999年度 - 2000年度

### ストーリー
1999年度
エエカゲンニ星のテレビスタッフと一緒に、地球に向けて旅をするてれび戦士。旅の途中で7人を新人てれび戦士としてスカウトする。
地球に到着したてれび戦士たちは、テレゾンビの攻撃を恐れて、ロケットの中で番組を制作・放送する。
2000年度
高層マンションに拠点を移し、地球に定住。屋上に放送設備を設置し、番組を制作・放送する。

### 用語

#### 地球帰還ロケット
1999年度の舞台設定。エエカゲンニ星から地球に帰還するために開発したロケット。機体には「TTK」の文字が描かれている。
1999年度版は「2号機」であり、1号機は1998年度のオープニングタイトルに登場したものである。

### 登場人物

#### エエカゲンニ星 出身者
番組制作を手伝うため地球に同行した「エエカゲンニ星」出身者。
山崎邦正
- 演：山崎邦正（現：月亭方正）

1999年度・2000年度の総合司会。
エエカゲンニ星 第3テレビ文明の敏腕ディレクター。
リサ・ステッグマイヤー
- 演：リサ・ステッグマイヤー

1999年度・2000年度の総合司会。
エエカゲンニ星の王女。
TKくん2
- 声：千葉繁

1999年度のメインCGキャラクター。
モデルチェンジとバージョンアップを施した「TKくん」。大きな口が特徴。
「天才てれびくん10周年スペシャル」におけるVJ表記は「TK(MK II)」。
TK子ちゃん
- 声：くじら

1999年度のサブCGキャラクター。
TKくんの妹。TKくん2不在時の臨時スタッフ。
エバラン
- 声：江原正士

2000年度のメインCGキャラクター。
TKくんの弟。眉が太く大きな口で、偉そうな口調や態度が特徴。

#### てれび戦士 1999年度
舞台は「地球」であるが、ストーリーの連続性を考慮すると1999年度のメンバーに地球出身者はいない。
エンドクレジットの記載順は「語順五十音」。
| てれび戦士             | 学年    |
| ---------------------- | ------- |
| 饗場詩野               | 小学5年 |
| 安斎舞                 | 小学3年 |
| 石部里紗               | 中学2年 |
| 伊藤俊輔               | 中学1年 |
| ウエンツ瑛士           | 中学2年 |
| 大沢あかね             | 中学2年 |
| 佐久間信子             | 小学5年 |
| ジェームス・マーティン | 小学6年 |
| ジャスミン・アレン     | 中学2年 |
| 徐桑安                 | 小学3年 |
| 須田泰大               | 小学3年 |
| ダーブロウ有紗         | 小学5年 |
| 棚橋由希               | 中学1年 |
| 中田あすみ             | 小学5年 |
| 橋田紘緒               | 小学6年 |
| 福田亮太               | 小学6年 |
| モニーク・ローズ       | 小学5年 |
| 山元竜一               | 小学4年 |

#### てれび戦士 2000年度
2000年度の新人は「初代9人」以来の地球人である。
エンドクレジットの記載順は「姓名五十音」。
| てれび戦士       | 学年    |
| ---------------- | ------- |
| 饗場詩野         | 小学6年 |
| 安齊舞           | 小学4年 |
| 石田比奈子       | 中学1年 |
| 伊藤俊輔         | 中学2年 |
| エバンス太郎     | 小学6年 |
| 熊木翔           | 小学6年 |
| 佐久間信子       | 小学6年 |
| 徐桑安           | 小学4年 |
| 須田泰大         | 小学4年 |
| ダーブロウ有紗   | 小学6年 |
| 俵有希子         | 小学5年 |
| 逵優希           | 中学1年 |
| 中田あすみ       | 小学6年 |
| 橋田紘緒         | 中学1年 |
| 福田亮太         | 中学1年 |
| 松下博昭         | 小学5年 |
| 村田千宏         | 小学3年 |
| 山元竜一         | 小学5年 |
| モニーク・ローズ | 小学6年 |
| ローブリィ翔     | 小学3年 |

### 詳細情報

#### 1999年度
| タイトル                          | 備考        |
| --------------------------------- | ----------- |
| テレビ万歳                        | 主題歌OP    |
| 恋の天才〜ジョンとミケの場合〜    | 主題歌ED    |
| ミュージックてれびくん            | 音楽        |
| スージーちゃんとマービー          | アニメ      |
| TTKコロシアム                     | 木曜生放送  |
| 一芸を磨け!                       | 月曜 - 水曜 |
| 転校生を探せ!天てれメッセンジャー | 月曜        |
| TTK裁判所                         | 火曜        |
| ハイチーズ                        | 火曜        |
| ピッツァピッツァ                  | 火曜        |
| みらい探検隊                      | 火曜        |
| なりきりシンガーズ                | 水曜        |
| 天てれ俳句道場                    |             |
| 天てれ新喜劇                      |             |
| 2ショットトーク                   |             |
| TTK特派員報告                     |             |
| ことばの王国                      |             |
| FAX習字大賞                       |             |
| 俳句大賞                          |             |
| TTK裁判所mini                     |             |
| 紙相撲天てれ場所                  |             |
| テレメロス                        |             |
| てれび戦士の夏休み報告            | 特別企画    |
| 天てれ号 謎の船旅へ               | イベント    |
| 秋の運動会 in 寒川                | 特別番組    |
| 年忘れ!リクエストアウォード       | 特別番組    |
| 冬のワールドツアー                | 特別企画    |

#### 2000年度
| タイトル                               | 備考       |
| -------------------------------------- | ---------- |
| スーパースピードスター                 | 主題歌OP   |
| ドキドキのち晴れ                       | 主題歌ED   |
| ミュージックてれびくん                 | 音楽       |
| へろへろくん                           | アニメ     |
| ザ・ドリームサーフィン                 | ドラマ     |
| 魔界探偵                               | ドラマ     |
| TTKコロシアム                          | 木曜生放送 |
| 天てれスタジアム スーパーキャッチ      | 月曜       |
| なりきりシンガーズ                     | 月曜       |
| TTK裁判所                              | 火曜       |
| 天てれトレジャー2001                   | 火曜       |
| ハイチーズ                             | 水曜       |
| ヒットをねらえ                         | MTK関連    |
| TTK調査隊                              |            |
| 一芸を磨け!                            |            |
| TTK特派員報告                          |            |
| ことばの王国                           |            |
| 2ショットトーク                        |            |
| 俳句大賞                               |            |
| TTK裁判所mini                          |            |
| てれび戦士の秘蔵写真                   |            |
| 天てれ写シ〜ン大SHOW!                  |            |
| 2000年度 短期企画                      |            |
| キノコ帝国の財宝を探せ                 | イベント   |
| 今世紀最後のリクエストアウォード       | 特別番組   |
| ミュージックてれびくんスーパーライブ!! | イベント   |

## 2001年度

### ストーリー
3001年、イカサンダル王国では「笑わない病」が深刻化していた。王様の命令により笑いを届けるための組織「笑わせ隊」を結成させる。
笑わせ隊は1000年前の地球で面白い番組を放送していたというてれび戦士を助っ人として未来に招集するため、タイムシップ「天才丸」でイカサンダル王国を目指す船旅が始まる。 
矛盾点
2001年度のプロローグでは再任てれび戦士がリアルタイムの現代である「2001年 東京」から天才丸に招集されている。
『天才てれびくん（第1作）』の時代設定は「21世紀」であるが、番組開始から8年経過しているため矛盾が生じる。
2001年に放送されていた「現実の番組」である『天才てれびくんワイド』の番組出演者を招集したとの解釈もできるが、2002年度の舞台設定により新たな矛盾が生じる。

### 用語

#### イカサンダル王国
3001年に「笑わない病」が流行した王国。王様の命令により笑いを届けるための組織「笑わせ隊」を結成させる。
2001年度の番組設定は「天才丸でタイムトラベルする過程」であり、年度末に3001年に到着するものの、イカサンダル王国の内部が描かれることはなかった。
似た名前の「イスカンダル」が作中に登場する『宇宙戦艦ヤマト』を意識したものであるが、結果的にテレビアニメ第1作の放送期間短縮に伴う物語終盤の急展開まで再現することなった。

#### 天才丸
2001年度の舞台設定。船型のタイムマシン。

### 登場人物

#### 笑わせ隊
イカサンダル王国で3001年に流行していた笑わない病を治すために結成された組織。
角田信朗
- 演：角田信朗

2001年度の総合司会。
笑わせ隊の隊長で、海賊のような衣装。
山川恵里佳
- 演：山川恵里佳

2001年度の総合司会。
笑わせ隊の副隊長。
モンゴ
- 声：中尾隆聖

2001年度のメインCGキャラクター。
イカの胴体のような形状の白い頭部に目・口・猫ヒゲがあり、体は茶色い二足歩行の猫で額の部分に「天」マークという姿の「イカネコ」という生物。イカサンダル王国の王様のペットで、王様直々の命令を笑わせ隊を伝えて仕切る。

#### てれび戦士 2001年度
2001年度の「新人」てれび戦士は3001年のイカサンダル王国出身。21世紀から招集されたてれび戦士を含めて、2001年度のてれび戦士「全員」が笑わせ隊の隊員である。
エンドクレジット記載順
| てれび戦士       | 学年    |
| ---------------- | ------- |
| 中田あすみ       | 中学1年 |
| ダーブロウ有紗   | 中学1年 |
| エバンス太郎     | 中学1年 |
| モニーク・ローズ | 中学1年 |
| 熊木翔           | 中学1年 |
| 村上東奈         | 小学6年 |
| 岩井七世         | 小学6年 |
| 山元竜一         | 小学6年 |
| 俵有希子         | 小学6年 |
| 竪山隼太         | 小学5年 |
| 安齊舞           | 小学5年 |
| 松井蘭丸         | 小学5年 |
| 井出卓也         | 小学5年 |
| 俵小百合         | 小学5年 |
| ローブリィ翔     | 小学4年 |
| 村田ちひろ       | 小学4年 |
| 中村有沙         | 小学3年 |
| 八木俊彦         | 小学2年 |
| 豕瀬志穂         | 小学2年 |

### 詳細情報
| タイトル                            | 備考       |
| ----------------------------------- | ---------- |
| 夢をつかんで                        | 主題歌OP   |
| きらいじゃ★ブギ                     | 主題歌ED   |
| ミュージックてれびくん              | 音楽       |
| 探偵少年カゲマン                    | アニメ     |
| 魔界同盟                            | 月曜ドラマ |
| 天ドラ                              | ドラマ     |
| TTKコロシアム                       | 木曜生放送 |
| 天てれスタジアム ミラクルシューター | 月曜       |
| 天てれ職業案内                      |            |
| TTK情報室ふるさとファイル           | 火曜       |
| 天てれショータイム                  | 水曜       |
| タイムバトルあなたの町でうろうろ    |            |
| 天てれ歳時記                        |            |
| ファッションウェーブ                |            |
| やぎっち様                          |            |
| TTK ROCKS                           | MTK関連    |
| MCでクイズ!!                        |            |
| てれび戦士のお宝自慢!               |            |
| 天てれハウス                        |            |
| てんさい魔法塾に風が吹く!           | イベント   |
| 大みそかだよ!紅白天てれ合戦         | 特別番組   |
| MTKスーパーライブ2002               | イベント   |

## 2002年度

### ストーリー
2か月半前、無人のメディアステーションをテレゾンビ軍が占領。テレゾンビ制作のテレビ番組を地球に向けて放送する。
天才丸の船旅を終え、21世紀の地球に帰還した俵姉妹はテレゾンビが制作したテレビ番組に愕然。「つまらない」とつぶやくと、番組に出演していたテレゾンビが激怒。メディアステーションに拉致されてしまう。そこには、テレゾンビにお菓子で勧誘されたてれび戦士がおり、「僕たちだけじゃ心細い」と新たに6人をてれび戦士としてスカウトしていた。俵姉妹が「テレゾンビはてれび戦士の敵」であることを伝えると、テレゾンビは泣き落とし作戦で、「毎週木曜日のゲームでてれび戦士が勝利したらメディアステーションの一部を返還する」という条件のもと、テレゾンビとてれび戦士が協力してテレビ番組を制作する。
矛盾点
1995年度のオープニングタイトルにはメディア砂漠に不時着した（砂漠に埋もれた）メディアステーションが登場しているが、2002年度にはメディア砂漠にワープしたはずのメディアステーションが地球の軌道上に「復活」している。

### 用語

#### メディアステーション
2002年度の舞台設定。『天才てれびくん（第1作）』のメディアステーションと外観は一緒だが、ストーリーとしては矛盾点がある。
地球の軌道上にある宇宙ステーション。テレビ局の設備と長期滞在可能な居住エリアがある。

### 登場人物

#### テレゾンビ軍
2002年度の敵対勢力。『天才てれびくん（第1作）』と違い、組織名に「軍」が付く。カトウとヤマモトは2学期の終了後に何の説明もなく突然メディアステーションから姿を消し、その後の動向は不明。
カトウD
- 演：加藤浩次（極楽とんぼ）

2002年度の総合司会。
テレゾンビのスーパーディレクター。
ヤマモトAD
- 演：山本圭壱（極楽とんぼ）

2002年度の総合司会。
テレゾンビのミラクルAD。
ブッチョー
- 声：坂口候一

2002年度のメインCGキャラクター。
テレゾンビの部長でカトウとヤマモトの上司。当初は名前が無く単に「部長」と呼ばれていたが、後日カトウ・ヤマモトとてれび戦士が名前を考え、その候補案を木曜生放送で視聴者にFAXとメール（番組ホームページ）で投票してもらった結果、ヤマモトが考えた「ブッチョー」に決定した。キャラクターデザインは赤色を基調にしたダイヤル選局式ブラウン管テレビ。
カカリッチョー
2003年1月21日「天才てれびくん10周年スペシャル」に登場したブッチョーの新しい部下。頭部はダンボール製でデザインはピンク色を基調としたダイヤル選局式ブラウン管テレビ、表情は困り顔。首から下は人間。言葉は話さない。スタジオトークのほか、ロケ企画「OBとスノー対決!」にも出演。

#### てれび戦士 2002年度
かつての宿敵「テレゾンビ」とともにテレビ番組を制作しつつ、かつての本拠地であるメディアステーションの奪還を目指す。
エンドクレジットの記載順は「姓名五十音」。
| てれび戦士               | 学年    |
| ------------------------ | ------- |
| 安齊舞                   | 小学6年 |
| 飯田里穂                 | 小学5年 |
| 井出卓也                 | 小学6年 |
| 豕瀬志穂                 | 小学3年 |
| 岩井七世                 | 中学1年 |
| ブライアン・ウォルターズ | 小学6年 |
| 熊木翔                   | 中学2年 |
| 白木杏奈                 | 小学6年 |
| 俵小百合                 | 小学6年 |
| 俵有希子                 | 中学1年 |
| 中村有沙                 | 小学4年 |
| 堀江幸生                 | 小学5年 |
| 松井蘭丸                 | 小学6年 |
| 村上東奈                 | 中学1年 |
| 村田ちひろ               | 小学5年 |
| マイケル・メンツァー     | 小学5年 |
| 八木俊彦                 | 小学3年 |
| ジョアン・ヤマザキ       | 小学4年 |
| 山元竜一                 | 中学1年 |
| ローブリィ翔             | 小学5年 |

### 詳細情報
| タイトル                             | 備考       |
| ------------------------------------ | ---------- |
| 青い星                               | 主題歌OP   |
| LOVE IS POP                          | 主題歌ED   |
| ミュージックてれびくん               | 音楽       |
| ベイベーばあちゃん                   | アニメ     |
| ドラムカンナの冒険                   | 人形劇     |
| SF (?)スペース新喜劇 ラフィン★スター | 火曜ドラマ |
| 天ドラ                               | ドラマ     |
| 天てれゲームスクランブル             | 木曜生放送 |
| 一芸道場                             |            |
| 天てれスタジアム ミラクルシューター  |            |
| やぎっち法典                         |            |
| ADヤマモトの極秘資料室               |            |
| 不思議調査隊                         |            |
| まんぷくくん                         |            |
| てれび戦士のプロデュースX            |            |
| 天てれハッピーネーム                 |            |
| 天てれことわざ工房                   |            |
| ADヤマモトのわたし勝ちます           |            |
| さわってドッキリ                     |            |
| 昭和生まれをなめたらいかんゼヨ!!     |            |
| 天てれランキングショー               |            |
| 2002年度 短期企画                    |            |
| SF(?)スペース新喜劇 宇宙旅館SOS!     | イベント   |
| MTKスーパーライブ2003                | イベント   |
| 天才てれびくん10周年スペシャル       | 特別企画   |

## スタッフ
- ナレーション - 関俊彦（1999年度）、西村朋紘（2000年度）、園部啓一（2001年度）、鈴木琢磨（2002年度）
- 構成 - 内海邦一（1999年度、2002年度）、中井まろやか（1999年度、2002年度）、丸山智子（2001年度 - 2002年度）
- 音楽 - タケカワユキヒデ 、 沢田完 (1999年)
- 美術 - 浦野康介（2002年）
- 編集 - 鵜飼美佳（2002年）
- 映像デザイン - 櫻田剛、関井和成、田畑英之、中田一則、太田知宏（2001年度 - 2002年度）、高瀬章一（2002年度）、高橋賢次（2002年度）
- 音響効果 - 安田桂一（2002年度）
- 音響編集 - 古宮理恵（2000年）
- 音響監督 - 高橋秀雄（2000年）
- キャラクターデザイン - 飯村一夫（2000年）
- 衣装デザイン - 宮下由子
- CG制作 - 田中秀幸、高森秀明 、伊原玄一、秋田依子、佐藤円、富樫真、小川栄規、石田英範
- 制作統括 - 沢田昇（1999年度 - 2000年度）、瀬川忠之（2001年度）、菅乙彦（2002年度）
- 制作協力 - 東京ビデオセンター（1999年度 - 2000年度）、オフィスクレッシェンド（2001年度 - 2002年度）
- 制作・著作 - NHK
- NHK制作担当
  - ファミリー番組部（1999年度 - 2001年度）
  - 青少年・こども番組部（2002年度）

## 音楽
| 年度 | オープニング           | エンディング                   |
| ---- | ---------------------- | ------------------------------ |
| 1999 | テレビ万歳             | 恋の天才〜ジョンとミケの場合〜 |
| 2000 | スーパースピードスター | ドキドキのち晴れ               |
| 2001 | 夢をつかんで           | きらいじゃ★ブギ                |
| 2002 | 青い星                 | LOVE IS POP                    |

### テレビ万歳
1999年度オープニングテーマ。
テレビ万歳
- 歌：P.O.A.
- 作詞：NATSU
- 作曲：NEO 川井健II ANNEX
- 編曲：P.O.A.
- 備考
映像はエエカゲンニ星から地球へと帰還する様子が描かれたもので、回によっては終盤の外の景色を夜景に加工した事もあった。

音楽商品
- 1999年06月19日『うたの詰め合わせ 天てれ福袋』

### 恋の天才〜ジョンとミケの場合〜
1999年度エンディングテーマ。
恋の天才〜ジョンとミケの場合〜
- 歌：てれび戦士'99
- 作詞：中山加奈子
- 作曲・編曲：奥居香
- 最大放送尺：1分42秒

音楽商品
- 1999年06月19日『うたの詰め合わせ 天てれ福袋』
- 2000年06月01日『テレビ★こどものうた』JAN 4988001402596

### 一芸を磨け!コーナー・タイトル
「NHK教育テレビ 天才てれびくんワイド 一芸を磨け!コーナー・タイトル 空のたまご」は、1999年11月20日に日本コロムビアから発売された浜野和子のシングル。
『天才てれびくんワイド』「一芸を磨け!」のコーナーテーマを収録。
空のたまご
- 歌：浜野和子
- 作詞：森百合子
- 作曲：清水和彦
- 編曲：中川幸太郎
- 演奏・伴奏：コロムビア・オーケストラ

Trust Myself〜あきらめない自分になろう〜
- 歌：浜野和子
- 作詞：森百合子
- 作曲：山下康介
- 編曲：中川幸太郎
- 演奏・伴奏：コロムビア・オーケストラ

商品情報
- 規格：12cmCD
- 発売日：1999年11月20日
- レーベル：日本コロムビア
- 規格品番：COCC-15353
- EANコード：JAN 4988001373698

| #  | タイトル                                                             | 作詞 | 作曲・編曲 | 時間 |
| -- | -------------------------------------------------------------------- | ---- | ---------- | ---- |
| 1. | 「空のたまご」                                                       |      |            | 4:00 |
| 2. | 「Trust Myself〜あきらめない自分になろう〜」                         |      |            | 4:13 |
| 3. | 「空のたまご（インストゥルメンタル）」                               |      |            | 3:28 |
| 4. | 「空のたまご（オリジナル・カラオケ）」                               |      |            | 3:59 |
| 5. | 「Trust Myself〜あきらめない自分になろう〜（オリジナル・カラオケ）」 |      |            | 4:12 |

### スーパースピードスター
2000年度オープニングテーマ。
スーパースピードスター
- 歌：カーニーズ
- 作詞・作曲：タムラアツシ
- 編曲：カーニーズ・會田茂一

音楽商品
- 2000年05月17日「スーパースピードスター」
- 2000年06月01日『天てれ大入り袋 ミュージックてれびくんパワード』
- 2000年06月21日『SUPER SPEED STAR』

シングル
- 規格：12cmCD
- 発売日：2000年5月17日
- レーベル：ROOTS
- 規格品番：RTCR-1007
- EANコード：JAN 4528077000083

### ドキドキのち晴れ
2000年度エンディングテーマ。
ドキドキのち晴れ
- 歌：てれび戦士2000
- 作詞・作曲：種ともこ
- 編曲：松前公高
- フルバージョン：4分50秒

音楽商品
- 2000年06月01日『天てれ大入り袋 ミュージックてれびくんパワード』

### 夢をつかんで
2001年度オープニングテーマ。
夢をつかんで
- 歌：渡辺ヒロコ
- 作詞・作曲：渡辺ヒロコ
- 備考
放送で使われているバージョンは2番の歌詞をもとに新たに書き直したもので、一部歌詞が原曲とは異なっている。

音楽商品
- 2001年06月21日『天てれ宝船 MTK The Third』
- 2001年07月04日「その日まで空を見て」JAN 4571102260013

### きらいじゃ★ブギ
2001年度エンディングテーマ。
きらいじゃ★ブギ
- 歌：てれび戦士2001
- 作詞・作曲：イワセケイゴ
- 編曲：シゲムラヤスヒコ
- 最大放送尺：1分50秒

音楽商品
- 2001年04月21日「きらいじゃ★ブギ」
- 2001年06月21日『天てれ宝船 MTK The Third』

シングル
- 規格：12cmCD
- 発売日：2001年4月21日
- レーベル：日本コロムビア
- 規格品番：COCC-15393
- EANコード：JAN 4988001958505

| #  | タイトル            | 作詞 | 作曲・編曲 | アーティスト         | 時間 |
| -- | ------------------- | ---- | ---------- | -------------------- | ---- |
| 1. | 「きらいじゃ★ブギ」 |      |            | てれび戦士2001       | 2:36 |
| 2. | 「Angel snow」      |      |            | 中田あすみ           | 4:23 |
| 3. | 「きらいじゃ★ブギ」 |      |            | オリジナル・カラオケ | 2:37 |
| 4. | 「Angel snow」      |      |            | オリジナル・カラオケ | 4:20 |

### 青い星
2002年度オープニングテーマ。
青い星
- 歌：LOVE JETS
PURAHA（忌野清志郎）、PYE-RON（KANAME）、PRINCIPAL（阿部耕作）
- 作詞：PURAHA
- 作曲：PYE-RON
- 備考
オープニング映像は2種類あり、当初使われていたものにはそれまでの各年度のオープニング映像が流用されていた他、1学期初期には「タイムマシーンでいこう」の冒頭部分と同じ演出が取り入れられている。極楽とんぼの降板に伴い、2003年1月以降は別の映像に差し替えられた。

アルバム（TVバージョン）
- 2002年05月18日『天てれ歌まくら MTK The 4th』
- 2002年11月21日『天てれ猫だましぃ MTK The 5th』

シングル（オリジナル）
- 2002年06月19日「青い星/宇宙ベイビー」（12cmCD）
- 2021年11月27日「宇宙ベイビー/青い星」（7インチシングルレコード、音楽配信）

### LOVE IS POP
2002年度エンディングテーマ。
LOVE IS POP
- 歌：てれび戦士2002
- 作詞・作曲：森若香織
- 編曲：KANAME
- バージョン
  - 通常版（最大放送尺：1分50秒）
  - フルバージョン（レコーディング）：4分40秒

音楽商品
- 2002年05月18日『天てれ歌まくら MTK The 4th』
- 2002年11月21日『天てれ猫だましぃ MTK The 5th』

### 恋人は宇宙人
2002年度「SF (?)スペース新喜劇 ラフィン★スター」挿入歌。
恋人は宇宙人
- 歌：スペースアイドルナナセ（岩井七世）
- 作詞：謎の監督M
- 作曲：KENTARO

音楽商品
- 2003年06月18日『天てれ上カルビ MTK The 6th』

## 転校生を探せ!天てれメッセンジャー
1999年度の月曜日に放送。転校していった友達の輪を繋ぐため、転校生フラッグと似顔絵を片手に全国各地の小学校を訪問。メッセンジャーはくまいもとこ、げんしじん。

## みらい探検隊
1999年度の火曜日に放送。先端テクノロジーが描く夢の未来をてれび戦士が先取り調査するコーナー。
| 放送日         | テーマ             | てれび戦士                   | 脚注  |
| -------------- | ------------------ | ---------------------------- | ----- |
| 1999年11月02日 | 電話               | 石部里紗、福田亮太           | [ 1 ] |
| 2000年01月18日 | リニアモーターカー | ジャスミン・アレン、橋田紘緒 | [ 2 ] |

## ピッツァピッツァ
1999年度の火曜日に放送。国産素材からピッツァを作りあげていく課程を追う。

### 出演者
- ピッツァ隊：安齋舞、徐桑安、須田泰大、ジェームス・マーティン、中田あすみ、大沢あかね
- 指導：ドン・サルバトーレ、ラッファエレ・クオモ

ドンは最終回直前にイタリアへ帰国したため、最終回のみクオモが出演した。

### 放送日程
| 1999年   | テーマ             | ピッツァ隊                                           | 場所           | 脚注   |
| -------- | ------------------ | ---------------------------------------------------- | -------------- | ------ |
| 05月11日 | モッツァレラチーズ | 徐桑安、大沢あかね                                   | 岡山県         | [ 3 ]  |
| 06月01日 | 小麦作り           | 中田あすみ、ジェームス・マーティン、安齋舞           | 北海道美瑛町   | [ 4 ]  |
| 06月15日 | バジリコ作り       | 徐桑安、須田泰大                                     | 神奈川県横浜市 | [ 5 ]  |
| 06月22日 | トマト作り         | ジェームス・マーティン、大沢あかね                   | 千葉県干潟町   | [ 6 ]  |
| 07月06日 | イースト菌作り     | 中田あすみ、安齋舞                                   | 東京都渋谷区   | [ 7 ]  |
| 09月28日 | 塩作り             | 徐桑安、安齋舞、須田泰大                             | 石川県珠洲市   | [ 8 ]  |
| 10月12日 | 小麦収穫           | 中田あすみ、須田泰大、安齋舞                         | 北海道美瑛町   | [ 9 ]  |
| 10月19日 | トマト成長報告     | 大沢あかね、ジェームス・マーティン                   |                | [ 10 ] |
| 10月26日 | バジリコ成長報告   | 徐桑安、須田泰大                                     |                | [ 11 ] |
| 11月16日 | 小麦製粉           | ジェームス・マーティン、中田あすみ、安齋舞、須田泰大 | 岩手県山形村   | [ 12 ] |
| 11月23日 | オリーブオイル作り | 大沢あかね、ジェームス・マーティン、徐桑安、須田泰大 | 香川県小豆島   | [ 13 ] |
| 11月30日 | ピッツァ作り       | ピッツァ隊全員                                       |                | [ 14 ] |
| 12月07日 | ピッツァパーティー | ピッツァ隊全員                                       |                | [ 15 ] |

## 天てれ俳句道場
1999年度。
出演者
- 講師：夏井いつき
- 天てれ俳句クラブ
  - せがわ金：せがわきり
  - 芽論ぱん：棚橋由希
  - 饗場しぃたん：饗場詩野
  - 山元ドラゴン：山元竜一

| 放送日         | タイトル         | 脚注   |
| -------------- | ---------------- | ------ |
| 1999年04月14日 |                  | [ 16 ] |
| 1999年05月19日 |                  | [ 17 ] |
| 1999年06月16日 | 芭蕉記念館対決編 | [ 18 ] |
| 1999年06月30日 | 名古屋対決編     | [ 19 ] |
| 1999年09月20日 | 京都対決編       | [ 20 ] |
| 1999年10月18日 | 松山俳句甲子園編 | [ 21 ] |
| 1999年11月01日 | 山梨合宿編       | [ 22 ] |
| 1999年11月22日 | 仙台対決編       | [ 23 ] |

## FAX習字大賞
| 年度別 | 1998 - 1999 |

1999年度放送。毎回様々なテーマに沿った書道を視聴者からFAXで募集し紹介する。
- 審査員：みうらじゅん

## 紙相撲天てれ場所
1999年度。伊藤俊輔、山元竜一、中田あすみ、福田亮太の4人の親方が、視聴者から送られてきた力士で熱い紙相撲バトルを繰り広げる。

## テレメロス
1999年度。スタジオのてれび戦士とTTK特派員がテレビ電話で行う借り物ゲーム。

## TTKコロシアム 1999年度
| 生放送 | 1998 - 1999 - 2000 |

『天才てれびくんワイド』1999年度の木曜日に編成された生放送。

### 基礎情報
- 期間：1999年4月8日 - 2000年1月20日
- 時間：木曜 18:00 - 18:44（44分）
- 回数：26回
- 司会：山崎邦正、リサ・ステッグマイヤー

### 概要
てれび戦士とTTK特派員が協力しながらゲームを進行していく。この年度は山崎と男子戦士の混合チームと女子戦士のチームが形式上組まれてはいたものの、チーム対抗戦ではなく、各ゲーム共に一般視聴者1名同士（両チームに入る）あるいは一般視聴者とてれび戦士1名との一本勝負で、1名同士の場合はスタジオのチームメンバーは身代わりに画面上でプレイヤーとなるなどのサポートが主だった。
ゲームの合間に「スージーちゃんとマービー」「ミュージックてれびくん」を挿入していた。

### ゲーム
- 3Dポポゾン
前年度までの「ポポゾン」を基本形としながら大きく進化させ、ポポゾンは左右に加えて前後にも操作できるようになった（操作番号は2番で後、4番で左、6番で右、8番で前）。出演者の「開け、ポポゾーン!!」の掛け声でスタジオのCGが奥へと引っ込むと画面手前に「ポポゾーン」が現れ、そこがフィールドとなる。ポポゾンはピンク・緑・木・白から1体を選ぶ。ポポゾンが食べる花は3Dマップの天井から落ちてくるようになった。このゲームは一般視聴者1名とスタジオのてれび戦士1名の対決で、スタジオのてれび戦士も子機をもって操作していた。
- 天てれ生×2新喜劇
月曜から水曜のオープニングタイトル明けで行っていた「天てれ新喜劇」という出演者のミニコントコーナーを、生放送のアバンタイトルで行っていたもの。爆発音とともにオチを付けてオープニングタイトルに切り替えていた。
- 音のさま!
リズムに合わせて「マジックフロア」のパネルを踏み、そこから出る音で曲名を当てる。週によって曲の難易度のバラつきが大きく異なっていた。
- ガチョンパ!
1996年度のコーナー「電脳ウォーズQ」で行っていたゲームの復活版で、音を利用した神経衰弱ゲーム。踏んだパネルをめくると絵柄が出る代わりに音が鳴る。音に合わせててれび戦士がリアクションを取るのも恒例となっていた。
- 念力テレメロス
月曜から水曜に行っていたテレビ電話を用いたコーナー「TTK特派員報告」の派生版で、テレビ電話で登場する「TTK特派員」が何を持ってくるかを念力で伝え、てれび戦士がその念力を受け取って当てるゲーム。
- スカパラドン!→スカパラドン!R→砂漠でサバイバル
このゲームは短期間でタイトルやルール変更が繰り返されていた。当初は「スカパラドン!」として開始し、一般視聴者がスタジオのてれび戦士を番号の付いたパネル上に配置させて、スカを引かずに何人生き残れるかを競うサバイバルゲームだった。その後すぐに「復活カード」を導入し戦略性をアップさせた「スカパラドン!R」に改良された後、2人失格となる「ツインコブラ」を導入するなどパネルの重要性を増した「砂漠でサバイバル」に再改良された。
- ゲスト DE クイズ!
この当時は視聴対象となる小学生にも人気のあるタレントやミュージシャンなどが稀にゲストで来ることがあり、そのゲストとのトークコーナーを兼ねたクイズ企画として放送。ゲストにまつわる3択クイズを通してゲストの幼少時代のエピソードトークを繰り広げる内容だった。2000年度も継続。

### 放送日程
| 回 | 放送日         | ゲスト                   | 脚注   |
| -- | -------------- | ------------------------ | ------ |
| 01 | 1999年04月08日 |                          | [ 24 ] |
| 02 | 1999年04月15日 |                          | [ 25 ] |
| 03 | 1999年04月22日 |                          | [ 26 ] |
| 04 | 1999年04月29日 | 篠原ともえ               | [ 27 ] |
| 05 | 1999年05月13日 | YURIMARI                 | [ 28 ] |
| 06 | 1999年05月20日 |                          | [ 29 ] |
| 07 | 1999年05月27日 |                          | [ 30 ] |
| 08 | 1999年06月03日 |                          | [ 31 ] |
| 09 | 1999年06月17日 |                          | [ 32 ] |
| 10 | 1999年06月24日 | アンディ・フグ、角田信朗 | [ 33 ] |
| 11 | 1999年07月01日 |                          | [ 34 ] |
| 12 | 1999年07月08日 |                          | [ 35 ] |
| 13 | 1999年09月09日 |                          | [ 36 ] |
| 14 | 1999年09月16日 |                          | [ 37 ] |
| 15 | 1999年09月23日 |                          | [ 38 ] |
| 16 | 1999年09月30日 |                          | [ 39 ] |
| 17 | 1999年10月14日 |                          | [ 40 ] |
| 18 | 1999年10月21日 | 遊佐未森                 | [ 41 ] |
| 19 | 1999年10月28日 | さとう珠緒               | [ 42 ] |
| 20 | 1999年11月04日 |                          | [ 43 ] |
| 21 | 1999年11月18日 |                          | [ 44 ] |
| 22 | 1999年11月25日 | 19                       | [ 45 ] |
| 23 | 1999年12月02日 |                          | [ 46 ] |
| 24 | 1999年12月09日 | 宮村優子                 | [ 47 ] |
| 25 | 2000年01月13日 |                          | [ 48 ] |
| 26 | 2000年01月20日 |                          | [ 49 ] |

## てれび戦士の夏休み報告
1999年9月放送。てれび戦士が夏休みに行った大型ロケ企画を報告。
| タイトル            | ロケ場所     | てれび戦士                                          | 放送日        |
| ------------------- | ------------ | --------------------------------------------------- | ------------- |
| 西表島で夏体験      | 沖縄県西表島 | 石部里紗、福田亮太、饗場詩野、安齋舞                | 1999年9月06日 |
| 博多山笠体験        | 福岡県福岡市 | 伊藤俊輔、須田泰大、山元竜一、橋田紘緒              | 1999年9月07日 |
| しまなみ海道の旅    | しまなみ海道 | 大沢あかね 、ジャスミン・アレン、中田あすみ、徐桑安 | 1999年9月08日 |
| 台湾でハイチーズ    | 台湾         | ウエンツ瑛士、ジェームス・マーティン                | 1999年9月13日 |
| タイで象使いに挑戦! | タイ         | 棚橋由希、佐久間信子                                | 1999年9月14日 |

### しまなみ海道の旅
愛媛県今治市から広島県尾道市までしまなみ海道の島々を旅する。
- 放送日：1999年9月8日（水曜）
- てれび戦士：大沢あかね 、ジャスミン・アレン、中田あすみ、徐桑安

来島海峡大橋
橋の検査技師から橋の構造を学び、主塔のてっぺんで海面180メートルからの景色を楽しむ。
- 大島まで何歩で行けるでしょう?

| てれび戦士         | 予想 | 実際 | 差    |
| ------------------ | ---- | ---- | ----- |
| 大沢あかね         | 3320 | 4139 | 0−819 |
| 中田あすみ         | 4800 | 3961 | 0+839 |
| 徐桑安             | 3528 | 5480 | +1463 |
| ジャスミン・アレン | 7230 | 5763 | −1962 |
大島
大島では海に流した長さ3kmの網を巻き上げ、キスやアジを採る漁が盛ん。
2日目、朝5時に起床したてれび戦士たちは朝6時に友浦漁港を出発。流し網漁を見学した。
漁で採れたキスを自分たちで料理することに、自分たちで三枚におろした刺身をつまみ食い。さばいた魚を今度はフライに揚げる。最後は魚料理をみんなで食べる。
大三島
昔からこの地域は海水を使った塩づくりが盛んに行われてきた。4人は大三島で夏にふさわしい塩を使った遊びに挑戦。
多々羅しまなみ公園で水着になり、隣の伯方島から運ばれた塩（伯方塩業「伯方の塩」）を大量に混ぜた「うきうきプール」に入る。塩分濃度は15パーセントで海水の5倍高い。
- 問題 塩のプールで沈んだのはどれ?
1.卵 2.野球ボール 3.ボウリングの球
正解は「全部浮く」

生口島
生口島はミカンやレモンなどの柑橘類の果物の産地。
シトラスパーク瀬戸田で柑橘類を原料とした香水を作る。
因島大橋
因島大橋では歩行者は車道の下にある専用道路を通る。
向島
潮が引き始めた夕方4時、海岸に流れ着いた海藻を拾い集める家族に出会い、作業を手伝う。海岸で採っていた海藻はテングサ。
- 問題 テングサで作ったものは何?
正解は「ところてん」

干したテングサをところてんにする料理過程を見学した後、冷やして固まったところてんをてれび戦士が天突きで仕上げる。最後はみんなでところてんを食べる。
尾道水道
本州まで目と鼻の先。最後は新尾道大橋を使わず、フェリーで渡る。

## 冬のワールドツアー 1999年度
| 年度別 | 1999 - 2000 |

### 企画一覧
| タイトル                            | ロケ場所       | てれび戦士                     | 放送日        |
| ----------------------------------- | -------------- | ------------------------------ | ------------- |
| オーストラリア動物ボランティア体験  | オーストラリア | 福田亮太、饗場詩野             | 2000年2月07日 |
| そうあんとモニークのフラメンコ修行! | スペイン       | モニーク・ローズ、徐桑安       | 2000年2月08日 |
| イタリア・ナポリでピッツァ作り修行  | イタリア       | ジェームス・マーティン、安斎舞 | 2000年2月09日 |
| 雪合戦 in 北海道                    | 日本 北海道    | 1999年度全員                   | 2000年2月10日 |

### オーストラリア動物ボランティア体験
急激な都市化により自動車にはねられ怪我を負ったり、親を亡くした動物を保護して、自然にかえすボランティアを体験。
- 放送日：2000年2月7日（月曜）
- てれび戦士：福田亮太、饗場詩野
- 出典：[50]

オーストラリアは夏のクリスマス
旅をしたのは12月下旬、夏のオーストラリア。青空に映えるクリスマスツリー、サンタクロースも半袖。
ボランティアのお宅訪問
ブリスベンでボランティアのお宅訪問。まず、車にはねられ親を亡くしたコアラを保護して、自然にかえすボランティアをしているグレンダ・デイビス宅。次に交通事故で母親を亡くしたカンガルーの赤ちゃんを2匹育てているサムエル9歳、ルーク11歳の兄弟宅を訪問。
オーストラリアは動物王国!
問題 オーストラリアの動物の中で、国のシンボルになっているのはカンガルーと、次のうちどれ?
1.コアラ 2.ハリモグラ 3.カモノハシ 4.エミュー
正解は「エミュー」
動物の世話ボランティアに挑戦
2人はブリスベンから北に4時間、自然豊かなギンピーにあるソニア・ゴアレイ宅でボランティア修行。この家には交通事故でけがをしたカンガルーや親が亡くなったワラビーが70匹暮らしている。
2人が世話するワラビーは生後半年の赤ちゃんで一番世話のかかる時期。名前は「マリガン」「バグスター」「モートン」の3匹。
- ミルクを飲ませよう!
お母さんの袋の中は暗くて何も見えないため顔を手で押さえて目を隠す。
うまくミルクを飲ませご機嫌の饗場詩野はワラビーのイラストを描く。福田亮太はソニアさんの孫ジャイドンちゃんの相手を始める。
- カンガルーの袋を作ろう!
ワラビーの子供は直接手で抱いてはだめ。お母さんの袋の中と同じ状態にしてあげる。2人は普通の布から袋を裁縫。
- 赤ちゃんを袋に入れよう!
2人ともワラビーを袋に入れるのに大苦戦。福田亮太はおしっこをかけられてしまう。
- 朝のミルクをあげる
饗場詩野がモートン、福田亮太が問題児のバグスターを担当。難なくこなす。
- トイレの世話をしよう!
空いているほうの手で前足をおさえ、ティッシュペーパーでお尻の穴をこすって便が出るように刺激する。お母さんがこれをしてあげないと袋の中にお漏らしをしてしまい袋の中が汚れると病気になりやすくなってしまう。これを1日4回する。福田亮太「4回ですか!?」
- 運動させよう!
ワラビーを袋から出して外で遊ばせる。しかし外は危険がいっぱいなのでワラビーから目を離さないようにする。赤ちゃんは長時間、外にいると不安になるので声をかけたり袋を見せて、いつでも袋に戻れることを教えてあげる。
- 夜食を用意しよう!
カンガルーやワラビーは夜行性の動物のため夜も食事をする。昼間に夜食を用意し、夕方に袋の中にエサを入れておく。
福田亮太がサツマイモやリンゴを切り、饗場詩野が主食となる雑草を刈り取る。
- ワラビーを自然にかえそう!
大きくなったワラビーはフェンスの中で人間から引き離し、自分で食べ物を探す訓練をさせる。フェンスの中で2か月過ごすとワラビーは人間を避けるようになるので扉を開け自然にかえす。2人は自然にかえるワラビーを見送る。
- 自分たちだけで世話をする
ソニアさんに付き添ってもらわずに自分たちで世話をする。担当したワラビーたちは安心して身を任せている。

最後にソニアさんが2人を評価。福田亮太は「我慢強くて素直なところ、ワラビーたちは安心して抱っこされている」、饗場詩野は「赤ちゃんをかわいがる母性本能がもともと備わっていた。動物の特徴をつかんで立派にやった」。

### そうあんとモニークのフラメンコ修行!
「一芸を磨け!フラメンコ」で活躍したてれび戦士2人がスペインのセビリアで本格修行。
- 放送日：2000年2月8日（火曜）
- てれび戦士：モニーク・ローズ、徐桑安
- 出典：[51]

セビリア観光
東京から飛行機に乗ること16時間。2人はフラメンコの本場、スペイン・セビリアにやってきた。
到着直後の夜、2人が訪れたのは美しいマリア像で有名なエル・サルバドール教会。この教会でミサの最中に歌われるのはフラメンコ調の賛美歌。クリスマスのこの時期には「ビジャンシーコ」と呼ばれるフラメンコ調のクリスマスソングが歌われている。
翌朝、訪れたのは世界で3番目に大きいキリスト教の教会、セビリア大聖堂。
2人「日本じゃこんなの作れないよ、ウェディングケーキみたい」。
ヒラルダの塔はセビリアの街のシンボル。塔の上では女神様がセビリアの街を見下ろしている。
2人「あの上に金の人が立ってる」
街角でフラメンコのギター弾きに出会い、あいさつのキスをされる。
修行開始
フラメンコ修行は4日間。指導するのはマリア・ベルランガ先生31歳。まず、2人が日本で習ったフラメンコの実力をマリア先生に見てもらう。先生「踊りの素質はあるし、とても頭がいい。さらに上の踊りを目指しましょう」。
2人が挑戦する踊りは「セビジャーナス」。2人1組で踊るスペインの子どもが最初に習うフラメンコで、基本となるステップが盛りだくさんの初心者向け。1番から4番までの踊りがあってそれぞれ違う振り付けになっている。
まず、2人が習うのは1番目の踊りのステップ「パッセイージョ」。
先生「今やったのは1番目の踊りの足の動きだけ、これに手の動きがつく。こうした踊りが4番まであるの」
2人「あと、まだ3つも!」
フラメンコがうまく踊れるようになったら、5日後の発表会に出演することが先生から発表された。
1日目午後
マリア先生の子どもクラスには4歳から14歳までの女子12人が通っている。みんな4歳くらいからフラメンコを習い、大人にも負けないくらいの踊り。「すごーい!!」「タダ者じゃないぞ」「あたしたちには不可能だよ!」
クラスの中でも踊りの上手なビクトリア10歳の家に2人はホームステイする。
2日目
セビジャーナスの中で最も難しいといわれる2番の踊りに取り掛かる。徐桑安は足を擦る動きがなかなかうまくいかない、靴擦れを起こしてしまう。モニーク・ローズは1番の踊りと新しく習った2番の踊りが混ざってしまい混乱してしまう。
ビクトリアの家で昼食。この日は日曜日、スペインでは日曜日の昼に一番のごちそうを食べる。その後、普段家族が歌っているセビジャーナスの歌を教えてもらう。
3日目
実際に音楽をかけての練習に取り掛かる。実際に音楽に合わせて踊るのは思った以上に難しかった。
夜、ビクトリアが発表会で彼女が着る衣装を見せてくれた。その後、ビクトリアと家の中で練習。
スタジオクイズ
ビクトリアのママが2人のために「トルティージャエスパニョーラ」というスペイン独特のオムレツを作ってくれました。
- Q スペイン風オムレツに卵のほかにかならず入っているものは何?
答えは「ジャガイモ」

ジャガイモの原産地は南アメリカで、初めてヨーロッパに伝わったのがスペイン。昔は卵が貴重品で珍しいジャガイモと組み合わせた、このオムレツがスペイン中に一気に広まった。
最終日
練習最終日、2人は最後の踊りに取り掛かる。4番は素早く回転する動きが連続する踊り。でも、これまで習った踊りのステップを組み合わせていけばいい。
徐桑安「発表会に出れなかったらどうする?山崎さんに笑われるよー」。2人は山崎さんに笑われないための自主トレを始める。
2人は発表会に出られるかわからないままマリア先生と出かける。連れてこられたのはフラメンコの衣装問屋。発表会に出られることが決まり、発表会用のフラメンコ衣装を選ぶ。
発表会当日
2人のメイク担当はビクトリアの母親。お花をてっぺんに着けるのが特徴のフラメンコのための伝統的な髪型に仕上げる。
2人が発表会で踊るのはセビジャーナスとルンバ。本番直前まで最後の練習。
セビジャーナスでは踊りの最中に衝突するなど、2人とも間違える。
徐桑安「なんとかごまかしたから大丈夫!」
次はルンバ。今度は2人だけで踊るパートがあるため、ごまかしがきかない。本番は失敗することなく大成功。
夕方、お別れの記念にもらったフラメンコの人形にビクトリアの家族それぞれの名前を書いてもらった。

### イタリア・ナポリでピッツァ作り修行
「ピッツァピッツァ」で活躍したてれび戦士2人がイタリアのナポリで本格修行。
- 放送日：2000年2月9日（水曜）
- てれび戦士：ジェームス・マーティン、安斎舞
- 出典：[52]

## 雪合戦 in 北海道

### 概要
1999年度の「冬のワールドツアー」最終日は司会者とてれび戦士全員参加で日本国内。スタジオパートなしの全編ロケ企画（「ミュージックてれびくん」を除く、「TKくん」未出演）。オープニングテーマ、エンディングテーマともに北海道の映像を使った特別仕様。

### 基礎情報
- 放送日：2000年2月10日（木曜）
- ロケ場所：北海道河西郡中札内村
- ナレーション：関俊彦
- 出典：[53]

### 出演者
- 山崎チーム（青）
  - 伊藤俊輔、橋田紘緒、ジェームス・マーティン
  - ジャスミン・アレン、棚橋由希、饗場詩野、中田あすみ、ダーブロウ有紗、徐桑安
  - 雪合戦当日のみ：山崎邦正
- リサチーム（赤）
  - ウエンツ瑛士、福田亮太、山元竜一、須田泰大
  - 石部里紗、大沢あかね、モニーク・ローズ、佐久間信子、安斎舞
  - 雪合戦当日のみ：リサ・ステッグマイヤー
- 中札内村
  - 指導：藤田勝彦（日本雪合戦連盟 公認審判員）
  - 中札内村立中札内小学校
  - 中札内村立上札内小学校

### 雪合戦開催まで
北海道から招待状!
「みなさんこんにちは僕が住む中札内村では子どもたちがいろいろな冬の遊びを楽しんでいます。特に雪合戦は小学生に大人気です。そこでてれび戦士の皆さんのために雪合戦大会を開いて対決したいと思います。ぜひ中札内村に来てください。」との招待状がてれび戦士に届く。
中札内小学校を訪問
招待状の送り主との待ち合わせは中札内小学校。中札内小学校では毎年冬になると校庭に水を撒いて1周400メートルのスケートリンクとして使用する。そんな校庭でやっていたのは南十勝小学校スピードスケート大会。全国小学生スピードスケート大会で優勝した日本一の小学生選手でこの大会に参加していた中札内小学校6年の宮村将太にてれび戦士がインタビュー。招待状をくれた藤田勝彦はスポーツ雪合戦の公式審判員。「遊び」ではないスポーツ雪合戦の凄さを教えてもらう。
体育館で練習試合
中札内小学校では授業のひとつとして体育館で雪合戦の練習をしている。てれび戦士はまず、体育館で雪合戦の基礎を学び、中札内小学校4年生と練習試合を行う。雪合戦のルールは玉をぶつけられた選手はアウトで退場。相手陣地にあるフラッグを奪えば1セット終了。1セット3分の3セットマッチ、2セットとれば勝利。てれび戦士は18人と多いため、1999年度『秋の運動会』と同じチーム編成で雪合戦に参加することとなった。
まずはリサチームvs中札内小4の練習試合。試合前は余裕の表情を見せていたリサチームだったが、試合が始まると怖がって全然前に進めない。あっという間にフラッグを取られボロ負け。
次に山崎チームvs中札内小4の練習試合。ジェームス・マーティンが相手陣地にがむしゃらに突っ込むもすぐにアウト。あっという間にフラッグを取られボロ負け。
雪合戦 実戦練習開始
小学校の近くにある広場に雪合戦のコートを設営。雪上での実戦練習を開始。てれび戦士を特訓するために中札内村の大人チーム2組が集まった。まずは大人同士の本格的な試合を見学。
ルールの説明。1セットに使える玉は90個。雪玉は固めに作ってあるので試合はヘルメットをつけて行う。1チーム7人でフォワード4人、バックス3人に分かれる。バックスはフォワードに玉をわたす。フォワードは敵を攻撃しながらフラッグをとりにいく。
まずは山崎チームの特訓。ジェームス・マーティンが真っ先に突っ込むがあっという間に球がなくなり退却、壁に隠れきれずにすぐアウト。橋田紘緒が前に出るが壁の後ろに隠れっぱなし、余裕で壁に近づかれアウト。橋田紘緒は壁に隠れたまま前方を見ないで玉を投げたら「どこに行くのかわからない」と怒られる。バックスの饗場詩野と徐桑安がスムーズにフォワードに玉を送れるようになり進歩してきた。
次にリサチームの特訓。ウエンツ瑛士、福田亮太、佐久間信子の3人が１つの壁に固まって攻撃。しかし、玉がすぐになくなりそこから動くことができない。「1か所に固まってはダメ」と怒られ、今度はバラバラに突っ込む。福田亮太は一気にコートの中央へ。山元竜一も隙をついて前へ進むが玉を持っていない球を探している内にアウト。あっけなく攻め込まれ福田亮太もアウト。「バックスはちゃんと玉を送れ、誰か1人はフラッグを取りに行け」と指導を受ける。
1日目夜
最初の特訓が終わり、宿舎で過ごすてれび戦士。体の疲れも忘れてゲーム大会。
雪上で歌唱
中田あすみと山元竜一が雪上でGLAYの「Winter,again」歌唱。そこにウエンツ瑛士、伊藤俊輔、ジャスミン・アレンの3人が「おいおい、何してんだよ」とツッコミ「GLAYもいいけど、やっぱり俺たちのミュージックてれびくん、それではVTRキュー」と、MTK「世界中の全ての色」へのコーナーふり。
雪玉製造
1つの試合に1チーム270個の玉が必要。大量の雪玉を雪合戦専用の雪玉製造機で作る、これを使うと一度に45個の雪玉ができるが、結構重くて体力がいる。
てれび戦士で練習試合
山崎チームとリサチームで試合をしながらの練習。
山崎チームは伊藤俊輔とジェームス・マーティンを前に突っ込ませ、橋田紘緒と徐桑安が後ろから援護する。ジャスミン・アレン、棚橋由希、饗場詩野がバックス。ジェームス・マーティン1人が前に突っ込んでいくが他のメンバーは後ろに下がったまま。選手同士の連携がまだできていない。
リサチームはウエンツ瑛士と福田亮太が中央の壁まで一気に突進してフラッグを狙う。山元竜一と佐久間信子が後ろから援護する。
フォーメーションを変えて練習を続ける両チーム。山崎チームはフォワードが左右の壁に2人ずつ分かれて隠れる作戦。リサチームはバックスとの連携を改善してウエンツ瑛士と福田亮太のいる場所に玉が集まるようになった。ウエンツ瑛士と福田亮太が攻め込むと思わせておいて、山元竜一が横からフラッグを奪うことに成功。
中札内村の寒さを体験
まだ暗い朝6時。橋田紘緒、須田泰大、ダーブロウ有紗、中田あすみ、石部里紗、ジャスミン・アレンの6人が外に出てきた。気温マイナス18度の中札内村の寒さを体験。濡れたタオルとシャツがあっという間に凍る。凍ったバナナで釘を打つ。
最終練習
てれび戦士同士の最終練習。みんなでちゃんちゃん焼きを食べた後、最終的な作戦会議。
山崎チームの作戦はジェームス・マーティンをおとりにして伊藤俊輔がフラッグをとりにいく。
リサチームの作戦はウエンツ瑛士、福田亮太、山元竜一の誰か1人がフラッグをとりにいく。
スノーキャンドル
日が落ちたころ、雪を固めて作ったスノーキャンドルにてれび戦士が1人ずつ火を灯す。

### 天才てれびくんワイド 大雪合戦
司会者登場
雪合戦開始直前、山崎邦正とリサ・ステッグマイヤーがスノーモービルにけん引されて登場。突然の途中参加に困惑するてれび戦士たち。リサチームはOKをもらうが、山崎チームは最後まで嫌がられ、山崎邦正が監督気取りで指示を出すが自分たちが考えた作戦と違うと却下。雪上でじゃれあいの喧嘩を始める。
大雪合戦
大会当日はあいにくの雪。中札内村にある2つの小学校から6チームが参加。8チームによるトーナメント戦。
中札内小学校6年生のオーイェチームにはてれび戦士が北海道初日に出会ったスケート日本一の宮村将太が参加。オーイェチームは準決勝で山崎チーム、決勝でリサチームと対戦、いずれも勝利して優勝した。
| 試合   | 試合 | 試合結果                                 | 試合結果 | 試合結果 | 試合結果                                 |
| ------ | ---- | ---------------------------------------- | -------- | -------- | ---------------------------------------- |
| 1回戦  | 1    | 天才てれびくんワイド リサチーム          | 2        | 0        | 中札内小学校4年生 スターキングダムチーム |
| 1回戦  | 2    | 上札内小学校5,6年生 雪だるまチーム       | 0        | 2        | 中札内小学校5年生 LOVEリーチーム         |
| 1回戦  | 3    | 中札内小学校6年生 ぜったい勝つぞうチーム | 0        | 2        | 中札内小学校6年生 オーイェチーム         |
| 1回戦  | 4    | 天才てれびくんワイド 山崎チーム          | 2        | 0        | 上札内小学校3,4年生 炎チーム             |
| 準決勝 | 1    | 天才てれびくんワイド リサチーム          | 2        | 1        | 中札内小学校5年生 LOVEリーチーム         |
| 準決勝 | 2    | 天才てれびくんワイド 山崎チーム          | 0        | 2        | 中札内小学校6年生 オーイェチーム         |
| 決勝   | 決勝 | 天才てれびくんワイド リサチーム          | 0        | 2        | 中札内小学校6年生 オーイェチーム         |
山崎チームVSリサチーム リベンジ対決
山崎チームが『秋の運動会』のリベンジとして直接対決を申し込む。
試合はエンディングテーマとともに1分間のダイジェストとして放送。
結果は2-0でリサチームの快勝。

## 天てれ号 謎の船旅へ
番組名
天才てれびくんワイドスペシャル in 市原 〜天てれ号 謎の船旅へ〜
放送日時
本放送：1999年10月11日 月曜09:00 - 10:00 体育の日の振替休日
特別編：1999年12月23日 木曜09:00 - 10:14 天皇誕生日
収録会場
1999年8月29日 千葉県市原市 市原市市民会館
出演者
- 天てれ号
  - 船長 - 山崎邦正
  - カモメ - リサ・ステッグマイヤー
  - コンピューターTKくん（声：千葉繁）
  - 航海士 - 伊藤俊輔
  - 客室係 - 佐久間信子
  - 船員 - 安斎舞、徐桑安、山元竜一
  - 医者 - ウエンツ瑛士
  - コック - 橋田紘緒、大沢あかね
- お宝鑑定ツアー
  - 鑑定士オタカラー・アリサ - ダーブロウ有紗
  - イシベカンパニー社長 - 石部里紗
  - イシベの愛犬 - 須田泰大
  - マジシャン - 中田あすみ
  - 俳句名人メロンパン - 棚橋由希
  - ピッツァ職人ジミー - ジェームス・マーティン
  - 横綱力士・福田花 - 福田亮太
  - 福田花の妻 - 饗場詩野
  - コモリ弁護士 - げんしじん
- 週刊お金持ち
  - 記者 - ジャスミン・アレン
  - カメラマン - モニーク・ローズ

歌
1. 「テレビ万歳」P.O.A.
2. 「空にまいあがれ」伊藤俊輔、佐久間信子
3. 「スリラー」ジェームス・マーティン、ダーブロウ有紗、伊藤俊輔、ジャスミン・アレン
4. 「恋は早いもの勝ち」大沢あかね、中田あすみ
5. 「恋のギルティー Love in the first degree」モンキークイーン
6. 「Can do it!」ウエンツ瑛士、山元竜一、福田亮太
7. 「恋の天才〜ジョンとミケの場合〜」てれび戦士'99

スタッフ
- 振付：T-ASADA
- マジック指導：緒川集人
- 演出：山田淳
- 制作統括：沢田昇

出典

## 天才てれびくんワイドスペシャル in 寒川 秋の運動会

### 基礎情報
- 番組名
  - 番組ロゴ：天才てれびくんワイド 秋の運動会
  - NHK年鑑：天才てれびくんワイドスペシャル in 寒川 秋の運動会
- 放送局：NHK教育テレビ
- 放送日時：1999年11月03日 水曜日 09:00 - 10:00 文化の日
- 収録会場：1999年10月17日 神奈川県高座郡寒川町 寒川総合体育館
- 出典：[57][56]

### 出演者
- 総合司会：関俊彦
- リポーター：げんしじん
- 山崎チーム（青）
  - チームリーダー：山崎邦正
  - 伊藤俊輔、橋田紘緒、ジェームス・マーティン
  - ジャスミン・アレン、棚橋由希、饗場詩野、中田あすみ、ダーブロウ有紗、徐桑安
- リサチーム（赤）
  - チームリーダー：リサ・ステッグマイヤー
  - ウエンツ瑛士、福田亮太、山元竜一、須田泰大
  - 石部里紗、大沢あかね、モニーク・ローズ、佐久間信子、安斎舞
- 参加小学校
  - 寒川町立旭小学校
  - 寒川町立一之宮小学校
  - 寒川町立小谷小学校
  - 寒川町立寒川小学校
  - 寒川町立南小学校

### 内容
てれび戦士18人後ろかけっこ
開会競技。1位はウエンツ瑛士。
第1種目 バルーンボンバー
小さな風船を手や足で割り、ボールを取り出す。青（山崎）・赤（リサ）・白（はずれ）の3色から自分のチームカラーのボールを集める。制限時間は3分。
第2種目 焼いて焼いて!ピッツァ・ピッツァレース
第3種目 よこつなひき
綱を縦ではなく100人が横に並んで引く。
応援合戦
リサチームはチアリーダー。男子の福田亮太と須田泰大がスカート着用で応援。
山崎チームは日本式応援団。応援団長のジェームス・マーティンが「山田」を応援。
第4種目 騎馬戦やぶさめ
騎馬戦の馬に乗って的の4メートル手前まで進み、的に向けて弓を3本射る。
制限時間は1組90秒。的の真ん中から10ポイント、5ポイント、1ポイント。
| 組     | 山崎チーム                   | リサチーム             |
| ------ | ---------------------------- | ---------------------- |
| 第1組  | 騎手：橋田紘緒               | 騎手：山元竜一         |
| 第2組  | 騎馬：棚橋由希               | 騎馬：石部里紗         |
| 第3組  | 騎馬：伊藤俊輔               | 騎馬：ウエンツ瑛士     |
| 第4組  | 騎手：ダーブロウ有紗         | 騎手：モニーク・ローズ |
| 最終組 | 騎馬：ジェームス・マーティン | 騎手：福田亮太         |
第5種目 メジャーリーグ運動会スペシャル
体重の合計が300kgになるように見た目だけで子供を集める。
最終種目 横どり玉入れ
山崎チームとリサチームに分かれた地元小学生が「大カゴ」に投げ入れる玉入れ。
山崎リサとてれび戦士は相手チームの玉をたも網で「横どり」する。

### 最終結果
| 種目                                  | 種目   | 山崎 | リサ |
| ------------------------------------- | ------ | ---- | ---- |
| バルーンボンバー                      | 総合   | 220  | 215  |
| 焼いて焼いて!ピッツァ・ピッツァレース | 総合   | 050  | 060  |
| よこつなひき                          | 1回戦  | 000  | 025  |
| よこつなひき                          | 2回戦  | 025  | 000  |
| 騎馬戦やぶさめ                        | 総合   | 020  | 031  |
| メジャーリーグ運動会スペシャル        | 1回戦  | 000  | 025  |
| メジャーリーグ運動会スペシャル        | 2回戦  | 050  | 000  |
| 横どり玉入れ                          | 大カゴ | 100  | 115  |
| 横どり玉入れ                          | 横どり | 080  | 135  |
| 合計                                  | 合計   | 545  | 606  |

- 優勝：リサチーム
- 授与：優勝カップ

### スタッフ
- 技術：寺島英宏、熊谷正志
- 撮影：加藤和彦
- 音声：奥山操
- 照明：柴田雅之
- 映像技術：町田幸博
- 映像デザイン：関井和成、中田一則
- 美術：三條真佐美
- 衣装：宮下由子
- 編集：鵜飼美佳
- 音響効果：吉田隆一
- 構成：中井まろやか
- 振付：T-ASADA
- 演出：石津雅
- 制作統括：沢田昇

## 年忘れ!天才てれびくんワイドスペシャル リクエストアウォード

### 基礎情報
- 放送局：NHK教育テレビ
- 放送日時：1999年12月31日 金曜18:20 - 19:24 大晦日
- 出典：[58][59]

### 出演者
- 山崎邦正
- リサ・ステッグマイヤー
- てれび戦士
- TKくん（声：千葉繁）
- T-ASADA
- げんしじん

### 内容
ディテール部門
- プレゼンター：伊藤俊輔、饗場詩野、石部里紗、棚橋由希
- 愛してやまない編
  - 大笑いしていた山崎さん
  - 俊輔と詩野が仲良く手をつないで…
  - ターナーが山ちゃんに抱きついた
  - 福ちゃんの頭は気持ちいい?
- もう一度見たくてたまらない編
  - 舞ちゃん反対側おさえてかわいい
  - みうらずんさん!
  - カッパを見たおじいちゃんかわいい
  - 俊輔が山ちゃんの○○○に水でっぽう
  - ほくろ!

小さな初恋部門
- プレゼンター：福田亮太、須田泰大、安斎舞、徐桑安
- 受賞はがき
  - 息子が中田あすみに初恋
  - ママより徐桑安が好きな2歳の息子
  - 福田亮太の熱心なファンの2歳の娘
- ウエンツ瑛士ファンの千葉県我孫子市の4歳少女
福田亮太とウエンツ瑛士が少女の自宅に訪問。

ミュージックてれびくん ダンシング部門
- プレゼンター：T-ASADA、ジャスミン・アレン、ジェームス・マーティン、ダーブロウ有紗
- 中学校の文化祭で「スリラー」を踊りたい
プレゼンターの4人が熊本県八代市立第七中学校に訪問して「スリラー」のダンスを指導。
文化祭本番、完全版は2000年1月11日に放送。

てれび戦士になりたい部門
- プレゼンター：げんしじん、佐久間信子、山元竜一
- 1日てれび戦士：出岡唯（小学5年女子、埼玉県狭山市）
自作芸名「いでおか ゆい」として応募、当初はその読み方で紹介されていたが、1日てれび戦士としては本名の「でおか ゆい」名義で出演している。てれび戦士専用衣装とメイクが施され、大晦日特番のスタジオに登場。「宛先紹介」を担当した。

Vでチェキチェキ部門
- プレゼンター：大沢あかね、橋田紘緒、モニーク・ローズ、中田あすみ
- 社長はブリーフ派からトランクス派に変わったのですか?
  - '99てれび戦士衣装チェック!（1999年4月29日）
  - 博多山笠（1999年9月7日）
- ジャスミンはスキップができないのですか?
  - スペシャル in 市原（1999年10月11日）
- ターナーは何を言っていたのですか?
  - TTK裁判所（1999年6月22日）
- あすみの髪型ができるまで大公開!

TTKショータイム
- モニーク・有紗のパントマイム
- あすみ・泰大のマジックショー
- 山崎のピアノ演奏

グランプリ発表!
リクエストベスト3を発表。
- 3位：MTK「Can do it!」
- 2位：MTK「カーマは気まぐれ」
- グランプリ：MTK「運命'99」

### スタッフ
- ナレーション：関俊彦
- パントマイム指導：吉田明美
- マジック指導：緒川集人
- CG制作：嶋村明彦、赤坂朋広
- 美術：三條真佐美
- 衣装：宮下由子
- 編集：鵜飼美佳
- 音響効果：笈川陽一
- 映像デザイン：田畑英之
- 演出：園田央毅
- 制作統括：沢田昇

## 天てれ新喜劇
1999年度 - 2000年度。番組冒頭のコーナー。てれび戦士がショートコントに挑戦する。木曜生放送では「天てれ生2新喜劇」。

## ことばの王国
| 期間別 | 初代無印 - ワイド |

1999年度 - 2000年度放送。替え歌、方言、ことわざクイズなどにてれび戦士が挑む。
1999年度 ゲスト
- 嘉門達夫（1999年4月21日）
- ダニエル・カール
- 宮本隆治

2000年度
- 2000年04月19日 方言クイズ
- 2000年04月26日 かえうた
- 2000年06月21日
- 2000年11月22日 ことわざ 早口言葉
- 2000年12月06日 ナレーター

## 俳句大賞
1999年度 - 2000年度放送。出題のテーマに沿った俳句を視聴者から募集し、夏井いつき講師とてれび戦士がスタジオで審査と講評。
放送日
- 2000年05月17日
- 2000年06月28日
- 2000年10月11日
- 2001年01月10日

## TTK裁判所
1999年度 - 2000年度の火曜日に放送。視聴者から寄せられた悩みを、裁判所形式で議論する。

### 出演者
- ステッグマイヤー裁判長：リサ・ステッグマイヤー
- 小森弁護士：げんしじん
- 陪審員長：ウエンツ瑛士（1999年度）、橋田紘緒（2000年度）

## TTK裁判所mini
1999年度 - 2000年度放送。視聴者から寄せられた悩みを2人のてれび戦士が解決するミニコーナー。

## 2ショットトーク
1999年度 - 2000年度放送。てれび戦士と司会者との面談トークコーナー。
| 放送日         | MC   | てれび戦士 |
| -------------- | ---- | ---------- |
| 1999年04月19日 | 山崎 | 福田亮太   |
| 1999年04月21日 | 山崎 | 大沢あかね |
| 2000年04月17日 | リサ | 福田亮太   |
| 2000年04月19日 | リサ | 石田比奈子 |
| 2000年04月26日 | 山崎 | 伊藤俊輔   |
| 2000年05月10日 | 山崎 | 逵優希     |
| 2000年05月31日 | 山崎 | 橋田紘緒   |

## 一芸を磨け!
1999年度 - 2000年度に月 - 水曜日の3回に分けて放送。
| 回 | テーマ                 | 講師                           | てれび戦士                                   | 放送日                    |
| -- | ---------------------- | ------------------------------ | -------------------------------------------- | ------------------------- |
| 1  | ボウリング             | 小川美紀                       | ウエンツ瑛士、中田あすみ                     | 1999年04月11日 - 04月13日 |
| 2  | インラインスケート     | 植木亘                         | ジェームス・マーティン、安斎舞               | 1999年04月19日 - 04月21日 |
| 3  | ジュニアカート         | 下山和人                       | 福田亮太、山元竜一                           | 1999年04月26日 - 04月28日 |
| 4  | 和菓子作り             | 岩井和代、小川隆男、佐々木勝男 | 伊藤俊輔、徐桑安                             | 1999年05月10日 - 05月12日 |
| 5  | あみぐるみ             | 高森共子                       | 石部里紗、饗場詩野                           | 1999年05月17日 - 05月19日 |
| 6  | 乗馬                   | 赤松奈緒                       | ジャスミン・アレン、佐久間信子               | 1999年05月24日 - 05月26日 |
| 7  | マジック               | マギー審司                     | 中田あすみ、須田泰大                         | 1999年05月31日 - 06月02日 |
| 8  | 陶芸                   | 瀧川恵美子                     | 棚橋由希、橋田紘緒                           | 1999年06月14日 - 06月16日 |
| 9  | パントマイム           | ピエロの洋平くん               | ダーブロウ有紗、モニーク・ローズ             | 1999年06月21日 - 06月23日 |
| 10 | ボディボード           | 長谷川桃子                     | 伊藤俊輔、饗場詩野                           | 1999年06月28日 - 06月30日 |
| 11 | キャンプ               | 木村東吉                       | ウエンツ瑛士、福田亮太、石部里紗、佐久間信子 | 1999年07月05日 - 07月07日 |
| 12 | ダウンヒル             | リチャード・ナップ             | ジャスミン・アレン、伊藤俊輔                 | 1999年09月20日 - 09月22日 |
| 13 | 日曜大工               | 西沢正人                       | 中田あすみ、須田泰大                         | 1999年09月27日 - 09月29日 |
| 14 | キャンプ               | 木村東吉                       | ウエンツ瑛士、福田亮太、石部里紗、佐久間信子 | 1999年10月11日 - 10月13日 |
| 15 | 乗馬                   | 赤松奈緒                       | ジャスミン・アレン、佐久間信子               | 1999年10月18日 - 10月20日 |
| 16 | カヌー                 | 泉優子                         | 伊藤俊輔、ジェームス・マーティン             | 1999年10月25日 - 10月27日 |
| 17 | フラメンコ             | 鈴木眞澄                       | モニーク・ローズ、徐桑安                     | 1999年11月01日 - 11月03日 |
| 18 | 声優                   | 中尾隆聖                       | ダーブロウ有紗、福田亮太                     | 1999年11月15日 - 11月17日 |
| 19 | お作法                 | 近藤珠實                       | 石部里紗、山元竜一                           | 1999年11月22日 - 11月24日 |
| 20 | カーリング             | 土屋長雄                       | 伊藤俊輔、佐久間信子                         | 1999年11月29日 - 12月01日 |
| 21 | ケーキ作り             | 本橋雅人                       | 須田泰大、安斎舞                             | 1999年12月06日 - 12月08日 |
| 22 | フラワーアレンジメント | 村松文彦                       | 橋田紘緒、佐久間信子                         | 2000年01月10日 - 01月12日 |
| 23 | スノーボード           | 菅野紫乃舞                     | ウエンツ瑛士、伊藤俊輔                       | 2000年01月17日 - 01月19日 |
| 24 | ディスクドッグ         | 山本富子                       | 伊藤俊輔、エバンス太郎                       | 2001年01月08日 - 01月10日 |
| 25 | チアリーディング       | 芳賀恵理子                     | 熊木翔、佐久間信子、須田泰大、徐桑安         | 2001年01月15日 - 01月17日 |

関連商品
- 「NHK教育テレビ 天才てれびくんワイド 一芸を磨け!コーナー・タイトル 空のたまご」（1999年11月20日）

備考
コーナーロゴの「芸」の漢字が1999年度中盤まで「一」が足りない誤字となっていた。この誤字ロゴは1999年11月20日に発売されたCDシングルにも採用されている。1999年12月以降は、再放送にあたる「コーナー総集編」を含めて、正しい漢字に修正されたロゴに差し替えられている。

## ハイチーズ
1999年度 - 2000年度。送られたチェックポイントの絵を頼りにてれび戦士が視聴者の自宅を目指すロケコーナー。最後の写真撮影のテロップは「ハイ地〜図!!」。

### 1999年度
| 放送日         | 場所         | てれび戦士                           | 脚注   |
| -------------- | ------------ | ------------------------------------ | ------ |
| 1999年04月06日 | 東京都浅草   | 佐久間信子、徐桑安                   | [ 60 ] |
| 1999年06月15日 | 静岡県静岡市 | ジェームス・マーティン、須田泰大     | [ 5 ]  |
| 1999年06月29日 | 北海道別海町 | 佐久間信子、徐桑安                   | [ 61 ] |
| 1999年09月13日 | 台湾         | ウエンツ瑛士、ジェームス・マーティン | [ 62 ] |
| 1999年09月15日 | 秋田県若美町 | ダーブロウ有紗、モニーク・ローズ     | [ 63 ] |
| 1999年11月03日 | 千葉県大原町 | ダーブロウ有紗、橋田紘緒             | [ 64 ] |

### 2000年度
| 放送日         | 場所           | てれび戦士                           | 脚注   |
| -------------- | -------------- | ------------------------------------ | ------ |
| 2000年04月04日 |                |                                      | [ 65 ] |
| 2000年05月10日 | 宮城県仙台市   | 中田あすみ、村田千宏                 | [ 66 ] |
| 2000年06月14日 | 沖縄県         | ローブリィ翔                         | [ 67 ] |
| 2000年09月13日 | 福岡県北九州市 | ダーブロウ有紗、佐久間信子、俵有希子 | [ 68 ] |
| 2000年09月20日 | 山形県尾花沢市 | 石田比奈子、ローブリィ翔             | [ 69 ] |
| 2000年09月27日 | 新潟県小千谷市 | 山元竜一、村田千宏                   | [ 70 ] |
| 2000年10月25日 | 岩手県遠野市   | 佐久間信子、モニーク・ローズ         | [ 71 ] |
| 2000年11月15日 | 大阪府枚方市   | 饗場詩野、熊木翔                     | [ 72 ] |
| 2000年11月29日 | 大分県湯布院町 | ダーブロウ有紗、エバンス太郎         | [ 73 ] |
| 2001年01月17日 | 石川県羽咋市   |                                      | [ 74 ] |
| 2001年01月29日 | シンガポール   | 橋田紘緒、石田比奈子                 | [ 75 ] |

## 2000年度 短期企画
| 2000年        | 企画                            | 注釈     | 出典   |
| ------------- | ------------------------------- | -------- | ------ |
| 06月28日 水曜 | ザ・ドリームサーフィンNG集      |          | [ 76 ] |
| 09月04日 月曜 | 沖縄へ野球助っ人                |          | [ 77 ] |
| 09月05日 火曜 | タイムバトル!GoGo特派員めぐり   |          | [ 78 ] |
| 09月06日 水曜 | TTK特派員報告スペシャル         |          | [ 79 ] |
| 11月21日 火曜 | フリークライミングに挑戦        | [ 注 1 ] | [ 80 ] |
| 12月05日 火曜 | 流れ星を見に行こう!             | [ 注 2 ] | [ 81 ] |
| 2001年        | 企画                            | 注釈     | 出典   |
| 01月09日 火曜 | 太古のロマン発掘!               |          | [ 82 ] |
| 01月29日 月曜 | 冬のワールドツアー シンガポール |          | [ 75 ] |
| 01月30日 火曜 | 冬のワールドツアー フィンランド |          | [ 83 ] |
| 01月31日 水曜 | 冬のワールドツアー コスタリカ   |          | [ 84 ] |
| 02月01日 木曜 | タイムバトル!GoGo特派員めぐり   |          | [ 85 ] |

## ザ・ドリームサーフィン
ザ・ドリームサーフィンは、2000年3月27日から2000年7月20日まで『天才てれびくんワイド』で放送されていたコーナードラマ。

### 概要
2000年3月27日、2000年度の通常放送より1週間早く放送開始。そのためか、1999年度と2000年度に重複出演した12人のてれび戦士がレギュラー出演している。第2週から第12週までは2000年度1学期の月曜日から水曜日のコーナードラマとして放送。完結編となる第13週は7月後半に特別放送。
ドラマ本編序盤の画面右下にアラビア数字で通算回数を表示（総集編では省略）。また、ドラマのオープニングタイトルでは放送回の台本の表紙が映っており、「○週 第△話〜第△話」（△は通算回数）と表記されている。
- 出典：[86]

### 登場人物

#### レギュラー
- ラズラル（演：冴木尚人・木下宗重（最終回）、声：下山吉光）
- ミゥミゥ（声：高田由美）
- ヴェイケント族（声：高田由美）
- 伊藤俊輔
- 橋田紘緒
- 福田亮太
- 饗場詩野
- 佐久間信子
- ダーブロウ有紗
- 中田あすみ
- モニーク・ローズ
- 山元竜一
- 安齊舞
- 徐桑安
- 須田泰大

#### 第1週
- 雅之（演：清水京太郎）
- 芳明（演：井上翔太）
- 渡辺哲

#### 第2週・第3週
- 恵利香（演：高橋恵）
- 恵利香の祖母（演：草村礼子）
- 舞の祖母（演：角田米子）

#### 第4週
- 浅田先生（演：T-ASADA）

#### 第5週
- 法子（演：清水彩花）

#### 第6週
- ゆりあ（演：相馬佳織）
- ゴン吉（演：原田大二郎）
- 福田の兄（演：島田正直）
- 福田の母（演：青木和代）

#### 第7週・第8週
- 花村圭太（演：鈴木隼人）
- 桜木和也（演：久保孝典）

#### 第9週
- 黒髪の女（演：森崎めぐみ）
- 経帷子の男（演：原崇亮）
- 料理人（演：小檜山洋一）
- 看護婦（演：三浦伸子）
- 恐怖の医者（演：黒沼弘巳）

#### 第10週
- ディレクター（演：原武昭彦）

#### 第11週
- ウエンツ瑛士
- ジャスミン・アレン

#### 第12週・第13週
- 平野淳（演：渋谷謙人）
- 井上加奈（演：原海乃）
- 美坂なぎさ（演：小林沙弥）
- 藤野義幸（演：佐々木佳也）
- 桂雅人（演：小林良也）
- 教頭先生（演：三田恵子）
- 校長先生（演：森富士夫）

### 放送日程
2000年放送。
| 週 | 話 | 本放送  | 総集編  | 総集編  |
| -- | -- | ------- | ------- | ------- |
| 01 | 01 | 3月27日 | 4月06日 | 7月31日 |
| 01 | 02 | 3月28日 | 4月06日 | 7月31日 |
| 01 | 03 | 3月29日 | 4月06日 | 7月31日 |
| 01 | 04 | 3月30日 | 4月06日 | 7月31日 |
| 02 | 05 | 4月10日 | 5月02日 | 8月01日 |
| 02 | 06 | 4月11日 | 5月02日 | 8月01日 |
| 02 | 07 | 4月12日 | 5月02日 | 8月01日 |
| 03 | 08 | 4月17日 | 5月03日 | 8月02日 |
| 03 | 09 | 4月18日 | 5月03日 | 8月02日 |
| 03 | 10 | 4月19日 | 5月03日 | 8月02日 |
| 04 | 11 | 4月24日 | 5月04日 | 8月03日 |
| 04 | 12 | 4月25日 | 5月04日 | 8月03日 |
| 04 | 13 | 4月26日 | 5月04日 | 8月03日 |
| 05 | 14 | 5月08日 | 6月05日 | 8月07日 |
| 05 | 15 | 5月09日 | 6月05日 | 8月07日 |
| 05 | 16 | 5月10日 | 6月05日 | 8月07日 |
| 06 | 17 | 5月15日 | 6月06日 | 8月16日 |
| 06 | 18 | 5月16日 | 6月06日 | 8月16日 |
| 06 | 19 | 5月17日 | 6月06日 | 8月16日 |
| 07 | 20 | 5月22日 | 6月07日 | 8月21日 |
| 07 | 21 | 5月23日 | 6月07日 | 8月21日 |
| 07 | 22 | 5月24日 | 6月07日 | 8月21日 |
| 08 | 23 | 5月29日 | 6月08日 | 8月22日 |
| 08 | 24 | 5月30日 | 6月08日 | 8月22日 |
| 08 | 25 | 5月31日 | 6月08日 | 8月22日 |
| 09 | 26 | 6月12日 | 7月10日 | 8月23日 |
| 09 | 27 | 6月13日 | 7月10日 | 8月23日 |
| 09 | 28 | 6月14日 | 7月10日 | 8月23日 |
| 10 | 29 | 6月19日 | 7月11日 | 8月24日 |
| 10 | 30 | 6月20日 | 7月11日 | 8月24日 |
| 10 | 31 | 6月21日 | 7月11日 | 8月24日 |
| 11 | 32 | 6月26日 | 7月12日 | 8月28日 |
| 11 | 33 | 6月27日 | 7月12日 | 8月28日 |
| 11 | 34 | 6月28日 | 7月12日 | 8月28日 |
| 12 | 35 | 7月03日 | 7月13日 | 8月29日 |
| 12 | 36 | 7月04日 | 7月13日 | 8月29日 |
| 12 | 37 | 7月05日 | 7月13日 | 8月29日 |
| 13 | 38 | 7月17日 |         | 8月30日 |
| 13 | 39 | 7月18日 |         | 8月30日 |
| 13 | 40 | 7月19日 |         | 8月31日 |
| 13 | 41 | 7月20日 |         | 8月31日 |

## 天てれスタジアム スーパーキャッチ
2000年度の月曜日に放送。コーナーMC及び判定人は当時、電波少年的懸賞生活が終わったばかりの、なすびが担当した。
10M先に設置されているボールシューター機から飛んでくるボールをキャッチするゲーム。10球中何球キャッチできるかを競う。てれび戦士1人と視聴者2人の3人一組でチャレンジする。
| 天才てれびくん スポーツゲーム | 天才てれびくん スポーツゲーム | 天才てれびくん スポーツゲーム         |
| ----------------------------- | ----------------------------- | ------------------------------------- |
| 1999年度紙相撲天てれ場所      | 2000年度スーパーキャッチ      | 2001年度 - 2002年度ミラクルシューター |

## 天てれトレジャー2001
2000年度の火曜日に放送。山崎邦正の子孫、山崎4世にトレジャーを残すためてれび戦士が様々な地球のお宝を探すコーナー。
| 2000年   | トレジャー                  | てれび戦士               | ロケ場所       | 脚注   |
| -------- | --------------------------- | ------------------------ | -------------- | ------ |
| 04月25日 |                             |                          |                | [ 87 ] |
| 05月16日 | 翡翠                        | ダーブロウ有紗、橋田紘緒 |                | [ 88 ] |
| 05月30日 | 化石                        | エバンス太郎、村田千宏   |                | [ 89 ] |
| 06月13日 |                             |                          |                | [ 90 ] |
| 06月27日 | 光るキノコ                  | 熊木翔                   |                | [ 91 ] |
| 07月04日 |                             |                          |                | [ 92 ] |
| 09月19日 | 砂金                        | 安齊舞、村田千宏         | 北海道浜頓別町 | [ 93 ] |
| 10月10日 | スペシャル 恐竜のたまご化石 | ダーブロウ有紗、逵優希   | モンゴル       | [ 94 ] |
| 10月17日 | スペシャル 恐竜のたまご化石 | ダーブロウ有紗、逵優希   | モンゴル       | [ 95 ] |
| 11月14日 | ムツゴロウ                  | ローブリィ翔             |                | [ 96 ] |

## TTK調査隊
2000年度放送。一般人の家族の過去をてれび戦士が調査する。

## てれび戦士の秘蔵写真
2000年度。てれび戦士の幼少時代の写真をスタジオで紹介。

## 天てれ写シ〜ン大SHOW!
2000年度。視聴者から募集したおもしろ写真をスライドショー形式でみうらじゅん師範が審査。

## TTKコロシアム 2000年度
| 生放送 | 1999 - 2000 - 2001 |

『天才てれびくんワイド』2000年度の木曜日に編成された生放送。

### 基礎情報
- 期間：2000年4月13日 - 2001年1月18日
- 時間：木曜 18:00 - 18:44（44分）
- 回数：23回
- 司会：山崎邦正、リサ・ステッグマイヤー

### 概要
この年度から2年間は男性司会者と男子戦士による混合チームと女性司会者と女子戦士による混合チームが、番組全体を使ってゲームごとにポイント1点（メダル1枚）を競うチーム対抗戦となり、ポイントの多かった方がその週の勝利チームとなった。通算成績は各学期ごとに計上され、新学期が始まる際（休止明け最初の生放送）にはリセットされていた。

### ゲーム
- ポポゾンスターファイター
この年度から2年間は食べた花の数で競うゲームではなくなり、障害物を避けながら宇宙を目指すゲームとなった。ポポゾンはスタジオのてれび戦士が振るマラカスによってスピードアップする。
- くるンパ!
一般視聴者とスタジオのてれび戦士が協力し、3つのパネルをめくって合わせるフロアを使った神経衰弱。ボーナスパネルルーレットを引き当てれば逆転のチャンスがあった。
- ラビリンすいすい!
駒役のてれび戦士と指示役の一般視聴者が互いに協力し、運と記憶力でゴールを目指すパネルゲーム。

### 放送日程
| 回 | 放送日         | ゲスト   | 脚注    |
| -- | -------------- | -------- | ------- |
| 01 | 2000年04月13日 |          | [ 97 ]  |
| 02 | 2000年04月20日 |          | [ 98 ]  |
| 03 | 2000年04月27日 |          | [ 99 ]  |
| 04 | 2000年05月11日 |          | [ 100 ] |
| 05 | 2000年05月18日 |          | [ 101 ] |
| 06 | 2000年05月25日 |          | [ 102 ] |
| 07 | 2000年06月01日 |          | [ 103 ] |
| 08 | 2000年06月15日 | 森若香織 | [ 104 ] |
| 09 | 2000年06月22日 |          | [ 105 ] |
| 10 | 2000年06月29日 | 水木一郎 | [ 106 ] |
| 11 | 2000年07月06日 |          | [ 107 ] |
| 12 | 2000年09月07日 |          | [ 108 ] |
| 13 | 2000年09月14日 |          | [ 109 ] |
| 14 | 2000年09月21日 | 種ともこ | [ 110 ] |
| 15 | 2000年09月28日 |          | [ 111 ] |
| 16 | 2000年10月12日 |          | [ 112 ] |
| 17 | 2000年10月26日 |          | [ 113 ] |
| 18 | 2000年11月02日 |          | [ 114 ] |
| 19 | 2000年11月16日 |          | [ 115 ] |
| 20 | 2000年11月30日 | 遊佐未森 | [ 116 ] |
| 21 | 2000年12月07日 | Folder5  | [ 117 ] |
| 22 | 2001年01月11日 |          | [ 118 ] |
| 23 | 2001年01月18日 |          | [ 119 ] |

## 沖縄へ野球助っ人
沖縄県座間味島のメンバー不足の野球チームがてれび戦士を助っ人に9人制の初めての試合をする。
基礎情報
- 放送日：2000年9月4日（月曜）
- ロケ場所：沖縄県島尻郡座間味村
- 出典：[77]

出演者
- てれび戦士：福田亮太、山元竜一、須田泰大、エバンス太郎
- 指導：栗山英樹

## タイムバトル!GoGo特派員めぐり
2000年度に放送されたスペシャルロケコーナー。暗号フリップを頼りにてれび戦士がTTK特派員宅を訪れ、タイムを競う。

### 第1弾
2000年9月5日（火曜）放送。俊輔チーム（伊藤俊輔、逵優希、ローブリィ翔）と比奈子チームに分かれて対決。

### 第2弾 九州編
2001年2月1日（木曜）放送。
出演者
- ローブリィ チーム（黄）
  - ローブリィ翔、ダーブロウ有紗、俵有希子
- モニーク チーム（青）
  - モニーク・ローズ、松下博昭、村田千宏

## TTK特派員報告スペシャル
2000年9月6日（水曜）に放送。饗場詩野、松下博昭、村田千宏、リサ・ステッグマイヤーがTTK特派員のいる青森県青森市へ訪問。青森ねぶた祭の跳ね人としてお祭りに参加。

## 冬のワールドツアー 2000年度
| 年度別 | 1999 - 2000 |

| タイトル                 | ロケ場所     | てれび戦士           | 放送日        | 脚注   |
| ------------------------ | ------------ | -------------------- | ------------- | ------ |
| シンガポールでハイチーズ | シンガポール | 橋田紘緒、石田比奈子 | 2001年1月29日 | [ 75 ] |
| サンタからの手紙         | フィンランド | 伊藤俊輔             | 2001年1月30日 | [ 83 ] |
| 幸せの青い鳥を探して     | コスタリカ   | 中田あすみ、熊木翔   | 2001年1月31日 | [ 84 ] |

## キノコ帝国の財宝を探せ
番組名
天才てれびくんワイドスペシャル in 綾瀬 キノコ帝国の財宝を探せ
放送日時
- 初回放送
  - 2000年09月23日 土曜09:00 - 10:00 秋分の日
- 完全版（全2回 通常放送枠）
  - 2000年12月27日 水曜18:00 - 18:44
  - 2000年12月28日 木曜18:00 - 18:44

収録会場
神奈川県綾瀬市 綾瀬市文化会館
あらすじ
秘宝をめぐる大冒険スペクタクル
出演者
- ドッカン宝石
  - 息子リョウタ（福田亮太）
  - ヤマザキ社長（山崎邦正）
  - 店員シュンスケ（伊藤俊輔）
  - 店員ハシダ（橋田紘緒）
  - 店員ヤス（須田泰大）
- ジュエリー・リサ
  - 娘マイ（安齊舞）
  - リサ社長（リサ・ステッグマイヤー）
- キノコ帝国
  - 女王アスーミ（中田あすみ）
  - 王子リューイチ（山元竜一）
  - 国王マンダラポッチ（げんしじん）
  - 侍女ツージー（逵優希）
  - 侍女ユキーコ（俵有希子）
  - 侍女ソーアン（徐桑安）
  - 侍女チーヒロ（村田千宏）
  - 兵士ターロウ（エバンス太郎）
  - 兵士クマーキ（熊木翔）
  - 兵士マーツ（松下博昭）
  - 兵士ロブリー（ローブリィ翔）
- ツアー客
  - ヒナコ（石田比奈子）
  - シノ（饗場詩野）
  - モニーク（モニーク・ローズ）
- 森の妖精
  - アリサ（ダーブロウ有紗）
  - ノブコ（佐久間信子）
  - ナスビ（なすび）
- 声の出演
  - エバラン（江原正士）

歌
1. 「はるかな旅へ Where'll we go from now」橋田紘緒、福田亮太、須田泰大【1999年度MTK】
2. 「走れRUN2!」ランランズ
3. 「ダイナマイト Dynamite」ザ・ヤマチーズ
4. 「たんぽぽ」福田亮太
5. 「ラッキー・ラブ I should be so lucky」スウィート・ピクルス、安齊舞
6. 「ドキドキのち晴れ」てれび戦士2000

スタッフ
- ダンス振付：T-ASADA
- アクション指導：トクナガヒデカツ
- 構成：井上知幸、しみず一馬
- 演出：石津雅
- 制作統括：沢田昇

出典

## 今世紀最後の天才てれびくんワイドスペシャル リクエストアウォード

### 基礎情報
- 放送局：NHK教育テレビ
- 放送日時：2000年12月31日 日曜18:00 - 19:24 大晦日
- 出典：[124][125][126]

### スタジオ出演
- 山崎邦正
- リサ・ステッグマイヤー
- てれび戦士
- エバラン（声：江原正士）
- T-ASADA
- 伊達直斗
- げんしじん
- 清水ミチコ

### 内容
もう一度見たい!あのシーン部門
- プレゼンター：橋田紘緒、須田泰大、村田千宏
- 社長が自分の名前を忘れてしまう
  - なりきりシンガーズ「LUNA SEA」（2000年6月12日）
- 何も書いてないボードを持つツージー
  - 木曜生放送（2000年6月1日）
- 化石をだいなしにするところだった山崎
  - 天てれトレジャー2001「化石」（2000年5月30日）
- エバランのことをTKくんというリサ
  - 木曜生放送（2000年6月1日）
- 山崎のアゴにぶつかる泰大の頭
  - 木曜生放送（2000年5月18日）
- ぺそら漬けを食べた時の比奈子とローブリィの表情
  - ハイチーズ「山形県尾花沢市」（2000年9月20日）
- 桑安と有紗に口紅を塗る清水ミチコ
  - なりきりシンガーズ「Chara」（2000年10月30日）
- へろへろくんダンスの時にズボンを上げる泰大
  - へろへろくん「総集編オープニング」
- いつもセリフをかんでいる太郎の総集編

Vチェキ部門
- プレゼンター：モニーク・ローズ、山元竜一、ローブリィ翔

一日てれび戦士部門
- プレゼンター：げんしじん、饗場詩野、松下博昭
- 一日てれび戦士：中島弥春（小学4年女子、群馬県前橋市）
番組のスタジオパートに「一日」出演できる権利が与えられ、2000年12月31日は収録の舞台裏を放送。スタイリストの宮下由子によるてれび戦士専用衣装とメイクが施された。NHKには両親と妹も同行。
2001年1月8日に「一日出演」。須田泰大と「天てれ新喜劇」に挑戦。スタジオトークにも参加した。エンドクレジットにはてれび戦士の一員として記載されている。
また、2001年6月4日の天ドラ「てれび戦士パニック」の脚本・主演を務め、番組出演は計3回となる。

対決部門
- プレゼンター：伊藤俊輔、石田比奈子、逵優希、熊木翔、エバンス太郎

秋田県南外村立南楢岡小学校バスケットボール部、6年生の小学校最後の試合「球納めの会」にてれび戦士が参加。バスケで対決。
てれび戦士チームは上記のプレゼンター5人に加え、ウエンツ瑛士が助っ人として参加。結果は40-8で南楢岡小学校の勝利。
リクエスト感謝部門
- プレゼンター：山崎邦正、リサ・ステッグマイヤー

リクエスト第1位はMO-SHI-YAおよびMTK「HONEY BEAT」（総数3871通の内393通）
MTK「HONEY BEAT」のスタジオライブ

### スタッフ
- ナレーション：西村朋紘
- CG制作：伊原玄一、小川栄視
- 美術：浦野康介
- 衣装：宮下由子
- 編集：鵜飼美佳
- 音響効果：浅野智宏
- 映像デザイン：櫻田剛、中田一則
- 演出：大石淳
- 制作統括：沢田昇

## ミュージックてれびくんスーパーライブ!!
番組名
天才てれびくんワイドスペシャル in 吹田 ミュージックてれびくんスーパーライブ!!
放送日時
- 初回放送
  - 2001年2月12日 月曜09:00 - 10:00 建国記念の日の振替休日
- 完全版（全2回 通常放送枠）
  - 2001年4月03日 火曜18:00 - 18:44
  - 2001年4月04日 水曜18:00 - 18:44

収録会場
大阪府吹田市 万国博ホール
出演者
- 山崎邦正
- リサ・ステッグマイヤー
- てれび戦士
- エバラン（声：江原正士）

歌
1. 「ラッキー・ラブ I should be so lucky」スウィート・ピクルス
2. 「www.access.me」c@mo.ne.
3. 「ダイナマイト Dynamite」ザ・ヤマチーズ
4. 「たんぽぽ」福田亮太
5. 「愛はきらめきの中に How deep is your love?」セブン・ハーツ
6. 「SUPERGIRL」石田比奈子
7. 「おかしな午後」安齊舞
8. 「走れRUN2!」ランランズ
9. 「Roam 〜愛があれば〜」ワイルドベリーズ
10. 「I LIKE YOU」ザ・フルース・フラザース2000
11. 「わかってナイ!」水ふうせん
12. 「Angel snow」中田あすみ
13. 「歩いていこう」プチ・チェリーズ
14. 「HONEY BEAT」MO-SHI-YA
15. 「ドキドキのち晴れ」てれび戦士2000

出典

## 魔界探偵
魔界探偵（まかいたんてい）は、2000年9月18日から2000年12月6日まで『天才てれびくんワイド』で放送されていたコーナードラマ。

### 概要
2000年度2学期の月曜日から水曜日に放送。1話6回完結。総集編では1週3回分を「（前）」「（後）」として放送。
主演は熊木翔・中田あすみ。当時のてれび戦士が、事件解決の助っ人役として出演している。式神の役である安齊舞を除いて、出演のてれび戦士は実名で登場。
2001年度1学期に続編「魔界同盟」を放送。
- 出典：[130]

### あらすじ
ある悪霊が巻き起こす事件に巻き込まれたのをきっかけに陰陽稜に閉じ込められた中田あすみと熊木翔。2人がこの世界を出るためには悪霊が絡んだ5つの事件の謎を解き、悪霊を封印しなければならなかった。

### 登場人物

#### レギュラー
- 熊木翔（呪文：オン シチュリ キャラロハ ウン ケン ソワカ）
- 中田あすみ（呪文：ノーマクサンマンダー バーザラダン ガン）
- 舞姫（演：安齊舞） （呪文：オン ソンバ ニソンバ ウン バザラ ウンパッタ）
- 玄武（演：伊達直斗） （呪文：オン バザラ ヤキシャウン）
- 朱雀（演：谷口絵梨） （呪文:オン アミルティー ウンパッタ）
- セーメーアベ（声：下山吉光）

#### 第1話 仏像は泣く
- 福田亮太
- 本庄の父（演：三遊亭歌司）
- 協力者（演：たかはし等）
- 殺人犯（演：内山厳）
- 村人（演：神田時枝）
- 本庄の娘（演：早川亜希）
- 青龍（演：奥村公延）
- 本庄の息子（演：西岡竜一朗）
- 山本ふじ子
- 村人（演：高杉哲平）
- 管理者（演：戸川暁子）
- 白虎（演：岡田修一良）
- 本庄の母（演：左時枝）
- 千葉県栗源町のみなさん

#### 第2話 冥界から来た人形
- 饗場詩野
- 俵有希子
- 粕谷聡（演：中島陽典）
- 山岡弥生（演：片桐はいり）
- 田中龍
- 新納敏正
- 文月啓子（演：北原佐和子）
- 大垣胤雄（演：渡辺哲）
- 庄子光明（演：小林すすむ）
- 倉木寛子（演：伊澤真理）
- 近藤治人（演：江端英久）

#### 第3話 狐に化かされた霊媒
- 橋田紘緒
- 石田比奈子
- 霊媒詐欺師（演：津久井啓太）
- 藤永（演：宍戸美和公）
- 悪党（演：山野択也）
- 霊媒詐欺師（演：六角精児）
- 鬼頭冴子（演：ローバー美々）
- パチンコ屋（演：冴木尚人）
- 悪党（演：内藤正樹）
- 藤永の夫（演：賀川黒之助）

#### 第4話 魔の湖の呼び声
- 佐久間信子
- 今野洋介（演：三上大和）
- 相原泉（演：大賀埜々）
- ミヨ（演：本多彩子）
- 村人（演：重田千穂子）
- 河合静也（演：羽緒レイ）
- マリコ（演：源河里奈）
- アイスクリーム屋（演：蛭川麻季子）

#### 第5話 五千年の呪い
- 徐桑安
- 伊藤俊輔
- 大三元（演：中丸新将）
- 天和（演：大森うたえもん）
- 清老師（演：加地健太郎）
- 門番（演：周東海）
- 緑一色（演：三原順子）
- 四暗刻の弟子（演：山田玲奈）
- 四暗刻（演：町田幸夫）
- 悪霊（演：溝呂木萌）

### その他の呪文
- オン コロコロ センダリ マトーギ ソワカ
- オン マカシリエ ソワカ

### 放映日程
2000年放送。
| 話    | サブタイトル       | 本放送   | 総集編   |
| ----- | ------------------ | -------- | -------- |
| 第1話 | 仏像は泣く         | 09月18日 | 10月04日 |
| 第1話 | 仏像は泣く         | 09月19日 | 10月04日 |
| 第1話 | 仏像は泣く         | 09月20日 | 10月04日 |
| 第1話 | 仏像は泣く         | 09月25日 | 10月05日 |
| 第1話 | 仏像は泣く         | 09月26日 | 10月05日 |
| 第1話 | 仏像は泣く         | 09月27日 | 10月05日 |
| 第2話 | 冥界から来た人形   | 10月09日 | 11月06日 |
| 第2話 | 冥界から来た人形   | 10月10日 | 11月06日 |
| 第2話 | 冥界から来た人形   | 10月11日 | 11月06日 |
| 第2話 | 冥界から来た人形   | 10月16日 | 11月07日 |
| 第2話 | 冥界から来た人形   | 10月17日 | 11月07日 |
| 第2話 | 冥界から来た人形   | 10月19日 | 11月07日 |
| 第3話 | 狐に化かされた霊媒 | 10月23日 | 11月08日 |
| 第3話 | 狐に化かされた霊媒 | 10月24日 | 11月08日 |
| 第3話 | 狐に化かされた霊媒 | 10月25日 | 11月08日 |
| 第3話 | 狐に化かされた霊媒 | 10月30日 | 11月09日 |
| 第3話 | 狐に化かされた霊媒 | 10月31日 | 11月09日 |
| 第3話 | 狐に化かされた霊媒 | 11月01日 | 11月09日 |
| 第4話 | 魔の湖の呼び声     | 11月13日 | 12月11日 |
| 第4話 | 魔の湖の呼び声     | 11月14日 | 12月11日 |
| 第4話 | 魔の湖の呼び声     | 11月15日 | 12月11日 |
| 第4話 | 魔の湖の呼び声     | 11月20日 | 12月12日 |
| 第4話 | 魔の湖の呼び声     | 11月21日 | 12月12日 |
| 第4話 | 魔の湖の呼び声     | 11月22日 | 12月12日 |
| 第5話 | 五千年の呪い       | 11月27日 | 12月13日 |
| 第5話 | 五千年の呪い       | 11月28日 | 12月13日 |
| 第5話 | 五千年の呪い       | 11月29日 | 12月13日 |
| 第5話 | 五千年の呪い       | 12月04日 | 12月14日 |
| 第5話 | 五千年の呪い       | 12月05日 | 12月14日 |
| 第5話 | 五千年の呪い       | 12月06日 | 12月14日 |

## 魔界同盟
魔界同盟（まかいどうめい）は、2001年4月16日から2001年7月9日まで『天才てれびくんワイド』で放送されていたコーナードラマ。

### 概要
「魔界探偵」の続編。2001年度1学期の月曜日に放送された。朱雀は登場せず、レギュラーに松井蘭丸が加わったが、基本的な内容構成は変わらない。1回あたりの放送尺は約15分と長いため、総集編回では再編集なしの純粋な再放送となっていた。
- 出典：[131]

### あらすじ
すべての悪霊を封印し元の世界に戻れた中田あすみと熊木翔。しかし、また新たな悪霊により陰陽稜が崩壊寸前に陥ってしまう。陰陽稜を救うため、あすみと翔は舞姫たちと共にもう一度悪霊と戦うことになる。

### 登場人物

#### レギュラー
- 熊木翔
- 中田あすみ
- 舞姫（演：安齊舞）
- 玄武（演：伊達直斗）
- 式神サクヤ（演：金澤あかね）
- 式神あれん（演：ジャスミン・アレン）
- 悪霊の蘭丸（演：松井蘭丸）
- 番判（声：西村朋紘）

#### その時、戦士は立ち上がった
- 山元竜一
- 舛田徳寿
- 谷崎まお
- 泉水知子
- 岡田ひとみ
- 秋村久美（演：坂上香織）
- 瀬戸陽一朗
- 石井未来
- 秋村英介（演：太川陽介）
- 藤沢秀樹
- 坂田おさむ

#### その時、幕は上がった
- ダーブロウ有紗
- 武富さおり（演：早勢美里）
- 千羽鶴橋プリン（演：駒崎香織）
- 山岸治雄
- 岩城美香
- 竹内紫織
- 藤田健次郎
- 校長先生（演：山田吾一）

#### ついに、決戦の時が来た!
- 竪山隼太
- 妹尾正文
- 村杉蝉之介
- 柴田林太郎
- 阿部渡
- 東出典子
- 江川希
- 竪山綾子（演：鹿取洋子）
- セーメーアベ（声：下山吉光）

### 放送日程
2001年放送。
| サブタイトル               | 話     | 本放送  | 再放送  |
| -------------------------- | ------ | ------- | ------- |
| その時、戦士は立ち上がった | 第一話 | 4月16日 | 5月07日 |
| その時、戦士は立ち上がった | 第二話 | 4月23日 | 5月08日 |
| その時、戦士は立ち上がった | 第三話 | 4月30日 | 5月09日 |
| その時、幕は上がった       | 第一話 | 5月14日 | 6月11日 |
| その時、幕は上がった       | 第二話 | 5月21日 | 6月12日 |
| その時、幕は上がった       | 第三話 | 5月28日 | 6月13日 |
| ついに、決戦の時が来た!    | 第一話 | 6月18日 | 7月16日 |
| ついに、決戦の時が来た!    | 第二話 | 6月25日 | 7月17日 |
| ついに、決戦の時が来た!    | 第三話 | 7月02日 | 7月18日 |
| ついに、決戦の時が来た!    | 最終話 | 7月09日 | 7月19日 |

## 天てれ職業案内
2001年度放送。てれび戦士が様々な職業を体験する。
| テーマ             | 講師             | てれび戦士                | 2001年   | 脚注    |
| ------------------ | ---------------- | ------------------------- | -------- | ------- |
| 消防官             |                  | エバンス太郎 ローブリィ翔 | 04月10日 | [ 132 ] |
| 消防官             | 04月17日         | エバンス太郎 ローブリィ翔 | [ 133 ]  |         |
| 花屋               |                  | 村田ちひろ 岩井七世       | 04月24日 | [ 134 ] |
| 花屋               | 05月01日         | 村田ちひろ 岩井七世       | [ 135 ]  |         |
| 水族館             |                  | モニーク・ローズ 村上東奈 | 05月15日 | [ 136 ] |
| 水族館             | 05月22日         | モニーク・ローズ 村上東奈 | [ 137 ]  |         |
| 美容師             | 岩井均           | 俵有希子 井出卓也         | 05月29日 | [ 138 ] |
| 美容師             | 岩井均           | 俵有希子 井出卓也         | 06月05日 | [ 139 ] |
| クリーニング屋     | 空閑明           | 俵小百合 竪山隼太         | 06月19日 | [ 140 ] |
| クリーニング屋     | 空閑明           | 俵小百合 竪山隼太         | 06月26日 | [ 141 ] |
| 保育士             |                  | 安斎舞 エバンス太郎       | 07月03日 | [ 142 ] |
| 保育士             | 07月10日         | 安斎舞 エバンス太郎       | [ 143 ]  |         |
| ライフセーバー     | 入谷拓哉         | 井出卓也 松井蘭丸         | 09月18日 | [ 144 ] |
| ライフセーバー     | 入谷拓哉         | 井出卓也 松井蘭丸         | 09月25日 | [ 145 ] |
| ツアーコンダクター | 酒井賢二         | 俵小百合 村上東奈         | 10月09日 | [ 146 ] |
| ツアーコンダクター | 酒井賢二         | 俵小百合 村上東奈         | 10月16日 | [ 147 ] |
| ペット探偵         | 上間隆史         | 岩井七世 安斎舞           | 10月23日 | [ 148 ] |
| ペット探偵         | 上間隆史         | 岩井七世 安斎舞           | 10月24日 | [ 149 ] |
| パン屋             | フィリップ・ビゴ | 村田ちひろ 竪山隼太       | 11月13日 | [ 150 ] |
| パン屋             | フィリップ・ビゴ | 村田ちひろ 竪山隼太       | 11月14日 | [ 151 ] |
| 写真屋             | 杉野仁孝         | 俵有希子 熊木翔           | 11月27日 | [ 152 ] |
| 写真屋             | 杉野仁孝         | 俵有希子 熊木翔           | 11月28日 | [ 153 ] |

## TTK情報室ふるさとファイル
2001年度の火曜日に放送。小森室長（げんしじん）司会のスタジオコーナー。テレビ電話にてTTK特派員とふるさと自慢クイズ「その県を知らずして特産物を食らうべからず!」。

## 天てれショータイム
2001年度の水曜日に放送。てれび戦士がエンターテイナーとしての様々な技を磨く。
| 回 | テーマ             | 師匠                 | てれび戦士                   | 放送日         | 脚注    |
| -- | ------------------ | -------------------- | ---------------------------- | -------------- | ------- |
| 01 | マジック           | 緒川集人             | ダーブロウ有紗、村田ちひろ   | 2001年04月11日 | [ 154 ] |
| 02 | 皿回し             | ダンディGO           | 安斎舞、村上東奈             | 2001年04月18日 | [ 155 ] |
| 03 | 南京玉すだれ       | 橘流家元 橘洋子      | エバンス太郎、熊木翔         | 2001年04月25日 | [ 156 ] |
| 04 | 紙切り             | 林家二楽             | 山元竜一、俵小百合           | 2001年05月02日 | [ 157 ] |
| 05 | マジック Part2     | 緒川集人             | ダーブロウ有紗、村田ちひろ   | 2001年05月16日 | [ 158 ] |
| 06 | ノコギリ演奏       | サキタハヂメ         | 俵有希子、竪山隼太           | 2001年05月23日 | [ 159 ] |
| 07 | あるあるソング     | 嘉門達夫             | 熊木翔、岩井七世             | 2001年05月30日 | [ 160 ] |
| 08 | 廃品パーカッション | 山口とも             | 山元竜一、安斎舞             | 2001年06月06日 | [ 161 ] |
| 09 | 人文字             | TIM                  | 熊木翔、ローブリィ翔         | 2001年06月20日 | [ 162 ] |
| 10 | ダブルダッチ       | J-TRAP.              | モニークローズ、村上東奈     | 2001年06月27日 | [ 163 ] |
| 11 | ロープ芸           | 王健                 | 安斎舞、村田ちひろ           | 2001年07月04日 | [ 164 ] |
| 12 | バルーンアート     | 足長ゆり             | 中田あすみ、村上東奈         | 2001年07月11日 | [ 165 ] |
| 13 | 太神楽             | 海老一染之助・染太郎 | 俵有希子、松井蘭丸           | 2001年09月19日 | [ 166 ] |
| 14 | ハワイアンフラ     | 城由紀子             | 安斎舞、中村有沙             | 2001年09月26日 | [ 167 ] |
| 15 | なんでも演歌       | 氷川きよし           | ダーブロウ有紗、熊木翔       | 2001年10月10日 | [ 168 ] |
| 16 | パントマイム       | 中村有志             | 俵有希子、岩井七世           | 2001年10月17日 | [ 169 ] |
| 17 | あめ細工           | 青木喜、青木栄子     | 村田ちひろ、村上東奈         | 2001年10月24日 | [ 149 ] |
| 18 | 和太鼓             | 大江戸助六太鼓       | 竪山隼太、井出卓也           | 2001年10月31日 | [ 170 ] |
| 19 | バナナの叩き売り   | 斎藤れを             | 松井蘭丸、俵小百合           | 2001年11月14日 | [ 151 ] |
| 20 | フープ芸           | ルイ・ウェン         | 山元竜一、岩井七世           | 2001年11月21日 | [ 171 ] |
| 21 | なんでもメタル     | アニメタル           | 中田あすみ、エバンス太郎     | 2001年11月28日 | [ 153 ] |
| 22 | タップダンス       | ブラック福田         | モニーク・ローズ、村田ちひろ | 2001年12月05日 | [ 172 ] |
| 23 | ビリヤード         | 田中喜一             | ダーブロウ有紗、エバンス太郎 | 2002年01月09日 | [ 173 ] |
| 24 | アクション演技     | フェニックス         | 安斎舞、熊木翔               | 2002年01月16日 | [ 174 ] |

## タイムバトルあなたの町でうろうろ
2001年度。てれび戦士と視聴者が2チームに分かれて町を探検、暗号フリップ片手にタイムバトル。前年度コーナー「ハイチーズ」「タイムバトル!GoGo特派員めぐり」の合体進化版。
| 放送日         | 町               | てれび戦士               | てれび戦士                 | 脚注    |
| -------------- | ---------------- | ------------------------ | -------------------------- | ------- |
| 2001年04月18日 | 愛媛県松山市     | 山元竜一、中村有沙       | モニーク・ローズ、井出卓也 | [ 155 ] |
| 2001年05月02日 | 岡山県岡山市     | 岩井七世、熊木翔         | 俵有希子、松井蘭丸         | [ 157 ] |
| 2001年05月23日 | 神奈川県鎌倉市   | 村上東奈、ローブリィ翔   | 安齊舞、竪山隼太           | [ 159 ] |
| 2001年06月06日 | 富山県富山市     | エバンス太郎、村田ちひろ | 山元竜一、俵小百合         | [ 161 ] |
| 2001年07月04日 | 北海道函館市     | 中田あすみ、松井蘭丸     | 俵有希子、井出卓也         | [ 164 ] |
| 2001年09月10日 | 大韓民国ソウル   | 俵有希子、松井蘭丸       | 安齊舞、井出卓也           | [ 175 ] |
| 2001年09月26日 | 鹿児島県鹿児島市 | 岩井七世、エバンス太郎   |                            | [ 167 ] |
| 2001年10月10日 |                  | 安齊舞、八木俊彦         | 竪山隼太、豕瀬志穂         | [ 168 ] |
| 2001年10月30日 | 広島県広島市     | 村田ちひろ、中村有沙     |                            | [ 176 ] |
| 2001年11月20日 |                  | 山元竜一、熊木翔         | 俵有希子、俵小百合         | [ 177 ] |
| 2001年12月04日 |                  | 村上東奈、エバンス太郎   |                            | [ 178 ] |
| 2002年01月29日 |                  | ダーブロウ有紗           | 中村有沙                   | [ 179 ] |

## 天てれ歳時記
2001年4月25日 - 11月26日に放送。
| 2001年   | テーマ                  | ロケ場所       | てれび戦士               | ゲスト | 脚注    |
| -------- | ----------------------- | -------------- | ------------------------ | ------ | ------- |
| 04月25日 | 春山遊び チャンチャン祭 | 奈良県天理市   | 山元竜一、松井蘭丸       |        | [ 156 ] |
| 05月30日 | 初節句 端午の節句       | 埼玉県庄和町   | 村田ちひろ、井出卓也     |        | [ 160 ] |
| 06月27日 | お田植祭り              | 鹿児島県日吉町 | 村上東奈、松井蘭丸       |        | [ 163 ] |
| 09月19日 | 残暑を乗り切る          | 京都府京都市   | 山元竜一、俵有希子       |        | [ 166 ] |
| 10月22日 | 月見                    | 中国           | 安齊舞、松井蘭丸         | 徐桑安 | [ 180 ] |
| 11月26日 | きのこ狩り              | 長野県須坂市   | 中田あすみ、ローブリィ翔 |        | [ 181 ] |

## やぎっち様
2001年度放送。やぎっち様が30秒でてれび戦士のお悩みを解決する。
出演者
- やぎっち様：八木俊彦
- 側近：どーよ

## MCでクイズ!!
2001年度。司会者に関するクイズにてれび戦士が挑戦。

## てれび戦士のお宝自慢!
2001年度。てれび戦士が各自お宝を持ち寄りトークする。

## ファッションウェーブ
2001年度放送。秋のファッションショーを目指し、素材の染色、モデルの勉強等にてれび戦士が挑戦。中田あすみの進行でてれび戦士の普段着についてのトークも。

## TTKコロシアム 2001年度
| 生放送 | 2000 - 2001 - 2002 |

『天才てれびくんワイド』2001年度の木曜日に編成された生放送。

### 基礎情報
- 期間：2001年4月12日 - 2002年1月17日
- 時間：木曜 18:00 - 18:44（44分）
- 回数：26回
- 司会：角田信朗、山川恵里佳

### ゲーム
- ポポゾンバトルレーサー
前年度の「ポポゾンスターファイター」の進化バージョン。一般視聴者がプッシュ操作でチャレンジポイントをクリアし、得点をゲットしていく。1学期のみの放送。
- ポポゾン空中サーカス!
2学期に「バトルレーサー」を改良したもの。Aゾーン・Bゾーンに分かれており、Aゾーンはトランポリンを連続で飛びながら進み、連続技でポイントを加算させる。その後「おじゃま虫」を回避しながら綱渡りを行い（虫に接触すると落下）、最後に着地点で加算得点が変わる空中ブランコを行いBゾーンに突入する。Bゾーンはトンネルの中を通り、レンガを回避しながら飴を食べる。木の輪をくぐるとアイテムは飴からケーキに変わる。移動は前進が8番、後退が2番、左移動が4番、右移動が6番、食べる時は5番を押す。これらの障害を避けながら得点をゲットしゴールを目指す。両ゾーンの合計が多いチームの勝ち。
- はがキャラボンボン
前年度までの「はがキャラくん」を改良したゲーム。視聴者がはがきに描いて投稿したイラストを操作する方式は変わらず、ボールを発射させてどちらが多くボールを入れられるかを競う玉入れゲーム。
- ニュース天
「天てれ新喜劇」の流れを受け継ぐてれび戦士のミニコントコーナー。お花見や大型連休など季節絡みや時事ネタがメイン。
- 天一発
ゲーム対決の勝者が挑戦できる「黒ヒゲ危機一発」を模したボーナスチャレンジで、デビルモンゴ(1/8)を出せば一発で相手に罰ゲームを決定させることが出来る。
- 突然生電話 天テレフォン!
ハガキ抽選に当たった一般視聴者にアポなしで電話をかけ、視聴者が出れば得点獲得となる。
- 答えてFAXぴったんこ!
「クイズ100人に聞きました」の要領で、全国100人の番組FAX会員に聞いたアンケートを基に「好きなおかずは?」「飼ってみたいペットは?」等のベスト5を当てるクイズ。
- 早押しクイズ ぐるぐるポン!
オーソドックスな早押しクイズに相手に解答権を押しつける手回しハンドルの要素を加えたゲーム。
- 耳すまし探偵団
パネルの音を手がかりに逃げる怪盗の居場所を探し当てる推理ゲーム。怪盗の場所を突き止めた際に「逮捕する!」と決め台詞を言うのが恒例だった。

### 放送日程
| 回 | 放送日         | ゲスト           | 脚注    |
| -- | -------------- | ---------------- | ------- |
| 01 | 2001年04月12日 |                  | [ 182 ] |
| 02 | 2001年04月19日 |                  | [ 183 ] |
| 03 | 2001年04月26日 |                  | [ 184 ] |
| 04 | 2001年05月03日 |                  | [ 185 ] |
| 05 | 2001年05月17日 |                  | [ 186 ] |
| 06 | 2001年05月24日 |                  | [ 187 ] |
| 07 | 2001年05月31日 |                  | [ 188 ] |
| 08 | 2001年06月07日 |                  | [ 189 ] |
| 09 | 2001年06月21日 |                  | [ 190 ] |
| 10 | 2001年06月28日 |                  | [ 191 ] |
| 11 | 2001年07月05日 |                  | [ 192 ] |
| 12 | 2001年07月12日 |                  | [ 193 ] |
| 13 | 2001年09月06日 |                  | [ 194 ] |
| 14 | 2001年09月13日 |                  | [ 195 ] |
| 15 | 2001年09月20日 | モンキークイーン | [ 196 ] |
| 16 | 2001年09月27日 |                  | [ 197 ] |
| 17 | 2001年10月11日 |                  | [ 198 ] |
| 18 | 2001年10月18日 |                  | [ 199 ] |
| 19 | 2001年10月25日 | 間寛平           | [ 200 ] |
| 20 | 2001年11月01日 |                  | [ 201 ] |
| 21 | 2001年11月15日 |                  | [ 202 ] |
| 22 | 2001年11月22日 |                  | [ 203 ] |
| 23 | 2001年11月29日 |                  | [ 204 ] |
| 24 | 2001年12月06日 | 千秋             | [ 205 ] |
| 25 | 2002年01月10日 |                  | [ 206 ] |
| 26 | 2002年01月17日 |                  | [ 207 ] |

## てんさい魔法塾に風が吹く!
番組名
天才てれびくんワイドスペシャル in NHKホール てんさい魔法塾に風が吹く!
放送日時
2001年9月15日 土曜09:00 - 10:00 敬老の日
収録会場
2001年8月3日 東京都渋谷区 NHKホール
出演者
- 角田信朗
- 山川恵里佳
- てれび戦士
- モンゴ（声：中尾隆聖）

主題歌
「マジ!? マジ!! マジカル!!!」（作詞：桑原永江、作曲：山下康介）
歌
1. 「マジ!? マジ!! マジカル!!!〜オープニング〜」てれび戦士2001
2. 「花のランランパワー」ノーティー・ハリー、中村有沙
3. 「きれいな水」熊木翔、山元竜一、エバンス太郎、岩井七世、村上東奈、俵有希子
4. 「マジ!? マジ!! マジカル!!!〜エンディング〜」てれび戦士2001

スタッフ
- 音楽：山下康介
- 振付：T-ASADA
- 技術：三井田芳明、菊地秀之
- 撮影：斉藤史
- 照明：西垣友貴
- 音声：松本蓮司
- 映像技術：太田知宏、櫻田剛
- 音響効果：安田桂一
- 編集：大泉渉
- CG制作：富樫真、小川栄規
- 美術：浦野康介
- 衣装：宮下由子
- 構成：永野章介、丸山智子
- 演出：三好健太郎
- 制作統括：瀬川忠之

出典

## 大みそかだよ!天才てれびくんワイド 紅白天てれ合戦
放送日時
2001年12月31日 月曜18:00 - 19:25 大晦日
内容
「天てれショータイム」でてれび戦士たちが挑戦したパフォーマンスに磨きをかけ、紅白2組に分かれてかくし芸大会を行った。
ゲスト
- みうらじゅん
- 嘉門達夫

出典

## MTKスーパーライブ2002
番組名
天才てれびくんワイド・スペシャル IN 札幌 MTKスーパーライブ2002
放送日時
- 初回放送
  - 2002年2月11日 月曜09:00 - 10:00 建国記念の日
- 完全版（全2回 通常放送枠）
  - 2002年4月01日 月曜18:00 - 18:44
  - 2002年4月02日 火曜18:00 - 18:44

収録会場
2002年1月21日 北海道札幌市中央区 札幌市教育文化会館
出演者
- 角田信朗
- 山川恵里佳
- てれび戦士
- モンゴ（声：中尾隆聖）
- ジャスミン・アレン
- 佐久間信子
- 種ともこ
- どーよ

歌
1. 「元気を出して Gotta Pull Myself Together」アップル・シェイク
2. 「Twilight」ザ・ヤマチーズ with アップル・シェイク
3. 「花のランランパワー」ノーティー・ハリー
4. 「VACATION」ホリデーズ
5. 「君のそばにいたい I only want to be with you」ハッスル3
6. 「本日晴天」俵有希子、アップル・シェイク
7. 「Material Girl」3サイズ
8. 「Be My Friend」モニーク・ローズ、種ともこ
9. 「きれいな水」熊木翔
10. 「サッポロ・ララバイ」熊木翔
11. 「BIG SMILE BABIES」ダーブロウ有紗
12. 「本当は何になりたいんだろう」バースデイ・ガール
13. 「Everything You Do」モンキークイーン
14. 「クレマチス」山川恵里佳、T for TWO
15. 「Jump in the Line」角田信朗、ワイルドベリーズ
16. 「空になりたい」TIMKY
17. 「きらいじゃ★ブギ」てれび戦士2001

スタッフ
- 振付：T-ASADA
- 演奏：屍忌蛇、盛山浩一、MASAKI、KATSUJI
- 演出：甲斐洋威
- 制作統括：瀬川忠之

出典

## 天てれスタジアム ミラクルシューター
2001年度 - 2002年度に放送。司会はなすびとげんしじん。

### 概要
サッカーをモチーフにしたゲーム。チーム人数は3人1組で、その中にてれび戦士が1人助っ人として参加する。フィールドに多数あるゴールを目掛けてシュートし、ゴールに入れば書かれている点数を獲得。ただし、-20、-50のゴールもあり、入れてしまうと減点。また、左右のラインからボールが出ても-20。1人1回で3シュート×前後半合わせて6シュートの合計点数を競う。後半では1回のみ金のドリームボールを使用でき、それで獲得した得点は倍になる（ただし、マイナスも倍）。2桁のゴールはゴロでも可能だが100点と200点のゴールにはバスケットボールのリングが付いており、ボールを浮かせて入れなければならない。200点のゴールはかなり浮かせないと入らないが、100点のゴールは後にスロープが付きいくらか入りやすくなった。

### 2001年度
月曜日に放送。

### 2002年度1学期
火曜日に放送。
| 2002年   | 対戦           | 対戦         | 脚注    |
| -------- | -------------- | ------------ | ------- |
| 04月09日 |                |              | [ 215 ] |
| 04月16日 | アメリカ合衆国 | アルゼンチン | [ 216 ] |
| 04月23日 | フランス       |              | [ 217 ] |
| 04月30日 |                |              | [ 218 ] |
| 05月14日 | イタリア       | B☆ジャパーン | [ 219 ] |
| 05月21日 | カメルーン     |              | [ 220 ] |
| 05月28日 | THEたたみ      | ブラジル     | [ 221 ] |
| 06月04日 | 韓国           | アルゼンチン | [ 222 ] |
| 06月18日 | ロシア         | B☆ジャパーン | [ 223 ] |
| 06月25日 | カメルーン     | アルゼンチン | [ 224 ] |
| 07月02日 | B☆ジャパーン   | THEたたみ    | [ 225 ] |
| 07月09日 | カメルーン     | THEたたみ    | [ 226 ] |

| チーム         | メンバー                             |
| -------------- | ------------------------------------ |
| THEたたみ      | 山元竜一、村上東奈、安齊舞           |
| B☆ジャパーン   | 俵有希子、井出卓也、豕瀬志穂         |
| アメリカ合衆国 |                                      |
| アルゼンチン   | てれび戦士：熊木翔                   |
| フランス       | てれび戦士：中村有沙                 |
| イタリア       | てれび戦士：八木俊彦                 |
| カメルーン     | てれび戦士：白木杏奈                 |
| ブラジル       | てれび戦士：飯田里穂                 |
| 韓国           | てれび戦士：ブライアン・ウォルターズ |
| ロシア         | てれび戦士：ジョアン・ヤマザキ       |

### 2002年度2学期
月曜日に放送。
| 2002年   | 対戦       | 対戦        | 脚注    |
| -------- | ---------- | ----------- | ------- |
| 09月09日 | 東海       | てれび戦士A | [ 227 ] |
| 09月16日 | 東北       | 近畿        | [ 228 ] |
| 09月23日 | 北海道     | 九州・沖縄  | [ 229 ] |
| 10月07日 | 四国       | 関東        | [ 230 ] |
| 10月14日 | 中国       | 北陸        | [ 231 ] |
| 10月21日 | 近畿       | 東海        | [ 232 ] |
| 10月28日 | 九州・沖縄 | てれび戦士B | [ 233 ] |
| 11月11日 | 北陸       | 四国        | [ 234 ] |
| 11月18日 | 東海       | 九州・沖縄  | [ 235 ] |
| 11月25日 |            |             | [ 236 ] |
| 12月02日 |            |             | [ 237 ] |

| 代表        | チーム         | メンバー                             |
| ----------- | -------------- | ------------------------------------ |
| 北海道      |                | てれび戦士：ジョアン・ヤマザキ       |
| 東北        | 福島県白河市   | てれび戦士：ローブリィ翔             |
| 関東        | 千葉県         | てれび戦士：岩井七世                 |
| 北陸        | 石川県金沢市   | てれび戦士：堀江幸生                 |
| 東海        | 静岡県浜松市   | てれび戦士：村田ちひろ               |
| 近畿        | 大阪府八尾市   | てれび戦士：ブライアン・ウォルターズ |
| 中国        |                | てれび戦士：飯田里穂                 |
| 四国        | 愛媛県         | てれび戦士：マイケル・メンツァー     |
| 九州・沖縄  | 宮崎県新富町   | てれび戦士：熊木翔                   |
| てれび戦士A | すべり台       | 俵有希子、井出卓也、豕瀬志穂         |
| てれび戦士B | THE NEW たたみ | 山元竜一、村上東奈、安齊舞           |

| 天才てれびくん スポーツゲーム | 天才てれびくん スポーツゲーム         | 天才てれびくん スポーツゲーム |
| ----------------------------- | ------------------------------------- | ----------------------------- |
| 2000年度スーパーキャッチ      | 2001年度 - 2002年度ミラクルシューター | 2003年度戦国フリースロー      |

## 天ドラ

### 概要
2001年度と2002年度に放送されたコーナードラマ。主に視聴者から原案を募集し、実現化する形式。中にはMTKと連動したものもあった。
2005年度から2008年度までは「天てれドラマ」として放送。

### 放送日程
| 初回放送日     | タイトル                                      |
| -------------- | --------------------------------------------- |
| 2001年06月04日 | てれび戦士パニック                            |
| 2001年10月08日 | 天才ドリーマー                                |
| 2001年11月12日 | 気分は名探偵〜人形の落とし主を探せ〜          |
| 2002年01月07日 | 七世危機イッパツ!!〜そして誰もいなくなった?〜 |
| 2002年05月06日 | アハハ!〜本当のやさしさって何?〜              |
| 2002年06月10日 | フォトグラフ Photograph                       |
| 2002年07月15日 | ロングシュート!                               |
| 2002年09月17日 | 行こう!僕らの宝島!                            |
| 2002年10月29日 | ドキドキ☆doki doki                            |
| 2002年11月26日 | 日本を救え!まんぷくくん                       |

### てれび戦士パニック

#### 基礎情報
- 放送日：2001年06月04日 月曜
- 出典：[238]

#### キャスト
- 山元竜一
- ローブリィ翔
- 村田ちひろ
- 村上東奈
- なすび
- げんしじん

#### スタッフ
- 脚本 - 中島弥春

### 天才ドリーマー

#### 基礎情報
- 放送日：2001年10月08日 月曜
- 出典：[239][240]

#### キャスト
- 山元竜一
- 安齊舞
- 熊木翔
- 俵有希子
- 村田ちひろ
- 竹下玲奈
- 桜金造
- 石田法嗣
- 石塚大樹
- 中野史祥

### 気分は名探偵〜人形の落とし主を探せ〜

#### 基礎情報
- 放送日：2001年11月12日 月曜
- 出典：[241]

#### キャスト
- 山元竜一
- 村上東奈

### 七世危機イッパツ!!〜そして誰もいなくなった?〜

#### 基礎情報
- 放送日：2002年01月07日 月曜
- 出典：[242]

#### キャスト
- 岩井七世
- 中田あすみ
- 竪山隼太
- 中村有沙
- 松井蘭丸
- 竪山隼太
- 神田時枝
- 城後光義
- 原海乃

#### スタッフ
- 脚本 - 鈴木弥生
- 撮影協力 - 信州上田フィルムコミッション

### アハハ!〜本当のやさしさって何?〜

#### 基礎情報
- 本放送：2002年05月06日 月曜
- 再放送：2003年01月14日 火曜
- 出典：[243][244][245]

#### キャスト
- 安齊舞
- 熊木翔
- 窪園純一
- てらだちなつ
- 和泉今日子
- 森富士夫
- しのへけい子
- 内山昂輝
- 鈴木里彩
- 嶋大輔
- 小林キヨ秀
- 太田悦史
- 望月集
- 樺山資子
- 井上若香菜
- 登坂文絵
- 遠藤優斗
- 中村謙吾
- 高橋沙耶
- 篠崎弘明
- 鈴木つばさ

### フォトグラフ Photograph

#### 基礎情報
- 本放送：2002年06月10日 月曜
- 再放送：2003年01月14日 火曜
- 出典：[246][244][247]

#### キャスト
- 俵小百合
- 俵有希子
- 村田ちひろ
- 竹川絢菜
- 上森寛元
- 林田昌之
- 森周
- 阿部章吾
- 長澤卓哉
- 萩原尚子
- 平井恵助

#### スタッフ
- 脚本 - 竹川絢菜
- 協力 - 横浜フィルムコミッション

### ロングシュート!

#### 基礎情報
- 本放送：2002年07月15日 月曜
- 再放送：2003年01月15日 水曜
- 出典：[248][249][250]

##### キャスト
- 村上東奈
- 白木杏奈
- 渋谷謙人
- 下山吉光
- 馬込COLT'S

### 行こう!僕らの宝島!

#### 基礎情報
- 本放送：2002年09月17日 火曜
- 再放送：2003年01月15日 水曜
- 出典：[251][249][252]

##### キャスト
- 岩井七世
- 安齊舞
- ブライアン・ウォルターズ
- 篠原麻里
- 関さゆり
- 大江沙良

### ドキドキ☆doki doki

#### 基礎情報
- 本放送：2002年10月29日 火曜
- 再放送：2003年01月16日 木曜
- 出典：[253][254]

##### キャスト
- 飯田里穂
- 矢嶋里紗
- 伊藤俊輔
- 菊原祐太朗
- 金子浩子

#### スタッフ
- 脚本 - 平野美樹
- 協力 - 横浜フィルムコミッション

### 日本を救え!まんぷくくん

#### 基礎情報
- 本放送：2002年11月26日 火曜
- 再放送：2003年01月16日 木曜
- 出典：[255][254]

##### キャスト
- 堀江幸生
- 中村有沙
- 福田亮太
- 橋田紘緒

## 2002年度 短期企画
| 2002年        | 企画                                         | 脚注    |
| ------------- | -------------------------------------------- | ------- |
| 04月08日 月曜 | 2002年度プロローグ / 新人紹介                | [ 256 ] |
| 04月09日 火曜 | 新人紹介                                     | [ 215 ] |
| 04月10日 水曜 | 新人紹介                                     | [ 257 ] |
| 04月17日 水曜 | 転校生ハイチーズ                             | [ 258 ] |
| 05月28日 火曜 | 天てれ電話家庭訪問!                          | [ 221 ] |
| 06月17日 火曜 | バラバラ連想ゲーム                           | [ 259 ] |
| 07月10日 水曜 | 第1回ブッチョー杯 戦いな祭                   | [ 260 ] |
| 09月02日 月曜 | 幻のクワガタ捕獲大作戦スペシャル!            | [ 261 ] |
| 09月03日 火曜 | 幻の魚・イトウを釣る!                        | [ 262 ] |
| 09月04日 水曜 | タイムバトル!Go!Go!ともだち北海道            | [ 263 ] |
| 09月09日 月曜 | てれび戦士のそっくりさんをさがせ!            | [ 227 ] |
| 09月16日 月曜 | 宇宙旅館SOS! 舞台裏                          | [ 228 ] |
| 09月23日 月曜 | 第2回ブッチョー杯 ガタリンピック 前編        | [ 229 ] |
| 09月24日 火曜 | 第2回ブッチョー杯 ガタリンピック 後編        | [ 264 ] |
| 09月25日 水曜 | 天てれお笑いバトル 笑天                      | [ 265 ] |
| 10月14日 月曜 | 天てれ超ミニミニ大運動会! 前編               | [ 231 ] |
| 10月15日 火曜 | 天てれ超ミニミニ大運動会! 後編               | [ 266 ] |
| 10月28日 月曜 | 炎の五番勝負!!てれび戦士VSお笑い芸人 前編    | [ 233 ] |
| 10月29日 火曜 | 炎の五番勝負!!てれび戦士VSお笑い芸人 後編    | [ 267 ] |
| 10月30日 水曜 | ワルの大告白大会!!                           | [ 268 ] |
| 11月12日 火曜 | 大喜利かるた大会                             | [ 269 ] |
| 11月13日 水曜 | 創作漢字クイズ                               | [ 270 ] |
| 11月20日 水曜 | 舞と志穂の苦手な食べ物克服                   | [ 271 ] |
| 11月26日 火曜 | 冷めたトークショー!                          | [ 272 ] |
| 12月02日 月曜 | 第3回ブッチョー杯 江戸をうろうろ             | [ 237 ] |
| 12月03日 火曜 | 天てれ忘年会 in 天てれハウス                 | [ 273 ] |
| 2003年        | 企画                                         | 脚注    |
| 03月25日 火曜 | MTKスーパーライブ2003 完全版 前編            | [ 274 ] |
| 03月26日 水曜 | MTKスーパーライブ2003 完全版 後編+メイキング | [ 275 ] |

- 天才てれびくん10周年スペシャル

## 一芸道場
2002年度。1学期は月曜日から水曜日に3回完結で放送。2学期は水曜日に放送。
| 回 | テーマ                 | 講師                 | てれび戦士                                     | 2002年   | 脚注    |
| -- | ---------------------- | -------------------- | ---------------------------------------------- | -------- | ------- |
| 01 | ショーバスケット       | BREAK MONKYS         | 熊木翔 マイケル・メンツァー ジョアン・ヤマザキ | 04月15日 | [ 276 ] |
| 01 | ショーバスケット       | BREAK MONKYS         | 熊木翔 マイケル・メンツァー ジョアン・ヤマザキ | 04月16日 | [ 216 ] |
| 01 | ショーバスケット       | BREAK MONKYS         | 熊木翔 マイケル・メンツァー ジョアン・ヤマザキ | 04月17日 | [ 258 ] |
| 02 | 渓流釣り               | 皆川哲               | 松井蘭丸 俵小百合                              | 04月22日 | [ 277 ] |
| 02 | 渓流釣り               | 皆川哲               | 松井蘭丸 俵小百合                              | 04月23日 | [ 217 ] |
| 02 | 渓流釣り               | 皆川哲               | 松井蘭丸 俵小百合                              | 04月24日 | [ 278 ] |
| 03 | 春の野山遊び           | 志村秀男             | 井出卓也 村田ちひろ 飯田里穂                   | 04月29日 | [ 279 ] |
| 03 | 春の野山遊び           | 志村秀男             | 井出卓也 村田ちひろ 飯田里穂                   | 04月30日 | [ 218 ] |
| 03 | 春の野山遊び           | 志村秀男             | 井出卓也 村田ちひろ 飯田里穂                   | 05月01日 | [ 280 ] |
| 04 | ダーツ                 | 渡部紘士             | 村上東奈 堀江幸生                              | 05月13日 | [ 281 ] |
| 04 | ダーツ                 | 渡部紘士             | 村上東奈 堀江幸生                              | 05月14日 | [ 219 ] |
| 04 | ダーツ                 | 渡部紘士             | 村上東奈 堀江幸生                              | 05月15日 | [ 282 ] |
| 05 | フラワーアレンジメント | 立花清子             | 飯田里穂 中村有沙                              | 05月20日 | [ 283 ] |
| 05 | フラワーアレンジメント | 立花清子             | 飯田里穂 中村有沙                              | 05月21日 | [ 220 ] |
| 05 | フラワーアレンジメント | 立花清子             | 飯田里穂 中村有沙                              | 05月22日 | [ 284 ] |
| 06 | バードウォッチング     | 佐々木洋             | 岩井七世 井出卓也 ブライアン・ウォルターズ     | 05月27日 | [ 285 ] |
| 06 | バードウォッチング     | 佐々木洋             | 岩井七世 井出卓也 ブライアン・ウォルターズ     | 05月28日 | [ 221 ] |
| 06 | バードウォッチング     | 佐々木洋             | 岩井七世 井出卓也 ブライアン・ウォルターズ     | 05月29日 | [ 286 ] |
| 07 | 海釣り                 | 高橋義彦             | 松井蘭丸 村田ちひろ                            | 06月03日 | [ 287 ] |
| 07 | 海釣り                 | 高橋義彦             | 松井蘭丸 村田ちひろ                            | 06月04日 | [ 222 ] |
| 07 | 海釣り                 | 高橋義彦             | 松井蘭丸 村田ちひろ                            | 06月05日 | [ 288 ] |
| 08 | オカリナ               | 野口善広             | 熊木翔 俵有希子                                | 06月17日 | [ 259 ] |
| 08 | オカリナ               | 野口善広             | 熊木翔 俵有希子                                | 06月18日 | [ 223 ] |
| 08 | オカリナ               | 野口善広             | 熊木翔 俵有希子                                | 06月19日 | [ 289 ] |
| 09 | 独楽回し               | 藤田由仁             | 山元竜一 白木杏奈                              | 06月24日 | [ 290 ] |
| 09 | 独楽回し               | 藤田由仁             | 山元竜一 白木杏奈                              | 06月25日 | [ 224 ] |
| 09 | 独楽回し               | 藤田由仁             | 山元竜一 白木杏奈                              | 06月26日 | [ 291 ] |
| 10 | ストリングラフィ       | 水嶋一江             | 安斎舞 俵小百合                                | 07月01日 | [ 292 ] |
| 10 | ストリングラフィ       | 水嶋一江             | 安斎舞 俵小百合                                | 07月02日 | [ 225 ] |
| 10 | ストリングラフィ       | 水嶋一江             | 安斎舞 俵小百合                                | 07月03日 | [ 293 ] |
| 11 | ボウリング             | 中山律子             | 村上東奈 井出卓也 ローブリィ翔                 | 07月08日 | [ 294 ] |
| 11 | ボウリング             | 中山律子             | 村上東奈 井出卓也 ローブリィ翔                 | 07月09日 | [ 226 ] |
| 11 | ボウリング             | 中山律子             | 村上東奈 井出卓也 ローブリィ翔                 | 07月10日 | [ 260 ] |
| 12 | シュノーケリング       | 長谷川孝一           | 俵有希子 マイケル・メンツァー                  | 09月11日 | [ 295 ] |
| 13 | スケートボード         | 池之上慶太 本間章郎  | ブライアン・ウォルターズ 村田ちひろ            | 09月18日 | [ 296 ] |
| 14 | けん玉                 | 伊藤佑介             | 村上東奈 白木杏奈                              | 09月25日 | [ 265 ] |
| 15 | ツリークライミング     | ジョン・ギャスライト | ジョアン・ヤマザキ ローブリィ翔                | 10月09日 | [ 297 ] |
| 16 | 押し花アート           | 栗原佳子             | 安斎舞 松井蘭丸                                | 10月16日 | [ 298 ] |
| 17 | ブーメラン             | 先光吉伸             | 山元竜一 マイケル・メンツァー                  | 10月23日 | [ 299 ] |
| 18 | 似顔絵                 | 金井かすみ           | 村田ちひろ 飯田里穂                            | 10月30日 | [ 268 ] |
| 19 | シャボン玉             | 杉山兄弟             | 堀江幸生 中村有沙                              | 11月13日 | [ 270 ] |
| 20 | スポーツカイト         | 村上克己             | 岩井七世 松井蘭丸                              | 11月20日 | [ 271 ] |
| 21 | 山登り                 | 志村秀男             | 井出卓也 俵小百合                              | 11月27日 | [ 300 ] |
| 22 | スケートボード         | 池之上慶太           | ブライアン・ウォルターズ 村田ちひろ            | 12月04日 | [ 301 ] |

## SF (?)スペース新喜劇 ラフィン★スター
2002年4月9日から2002年12月3日まで火曜日に放送されていたコーナードラマ。

### あらすじ
宇宙客船「ラフィン★スター」を舞台とした新喜劇。

### 登場人物

#### レギュラー
- コウセイ先生（演：堀江幸生）
- 編集長イデタク（演：井出卓也）
- ヤマカワ船長（演：山川恵里佳）
- リホ（演：飯田里穂）
- スペースアイドルナナセ（演：岩井七世）
- ロー大人（演：ローブリィ翔）
- チヒロ（演：村田ちひろ）
- アリサお嬢様（演：中村有沙）
- リュウイチ（演：山元竜一）
- カンペイ（演：間寛平）

#### ゲスト
- 鑑定士フクダ（演：福田亮太）
- アスーミ捜査官（演：中田あすみ）
- アンナ（演：白木杏奈）
- 胴上げ大好きチーム（演：高木三四郎）
- 胴上げ大好きチーム（演：MIKAMI）
- 胴上げ大好きチーム（演：佐々木貴）
- 胴上げ大好きチーム（演：GENTARO）
- 宇宙海賊ハルナ（演：村上東奈）
- 陰陽師クマーキ（演：熊木翔）
- キバーン（演：KIBA）

### 放送日程
| 回 | サブタイトル               | 2002年   |
| -- | -------------------------- | -------- |
| 01 | 登場人物                   | 04月09日 |
| 02 | 恋人は宇宙人               | 04月16日 |
| 03 | かい〜の                   | 04月30日 |
| 04 | 合い言葉                   | 05月14日 |
| 05 | 美術鑑定士                 | 05月21日 |
| 06 | バトル星                   | 05月28日 |
| 07 | オリオンの涙               | 06月04日 |
| 08 | 料理の運び方               | 06月25日 |
| 09 | フラフープ                 | 07月02日 |
| 10 | アスーミ捜査官             | 09月10日 |
| 11 | ゴージャスレディ星         | 09月17日 |
| 12 | 三十四度六分星人アンナ     | 10月08日 |
| 13 | 胴上げ大好きチーム         | 10月15日 |
| 14 | 宇宙海賊                   | 10月22日 |
| 15 | ニョロニョロ陰陽師クマーキ | 11月12日 |
| 16 | ナニワーコテコテ魔法       | 11月18日 |
| 17 | なわとび                   | 11月26日 |
| 18 | キバーン                   | 12月03日 |

## やぎっち法典
2002年度放送。2択のテーマでてれび戦士が議論し、やぎっち様が30秒以内でご決断を発表する。
出演者
- やぎっち様：八木俊彦
- 乳母ミチョコ：清水ミチコ

| 2002年   | テーマ                       | テーマ           | テーマ               | 脚注    |
| -------- | ---------------------------- | ---------------- | -------------------- | ------- |
| 04月15日 |                              | ご飯             | パン                 | [ 276 ] |
| 04月22日 |                              |                  |                      | [ 277 ] |
| 05月20日 |                              |                  |                      | [ 283 ] |
| 05月27日 | 家族旅行                     | 車               | 電車                 | [ 285 ] |
| 06月17日 | 告白するなら                 | 手紙             | 電話                 | [ 259 ] |
| 06月24日 | スポーツ                     | サッカー         | 野球                 | [ 290 ] |
| 07月01日 | スポーツ                     | サッカー         | 野球                 | [ 292 ] |
| 07月08日 | 夏の旅行先                   | 海               | 山                   | [ 294 ] |
| 09月10日 | 食事をするのは               | ファーストフード | ファミリーレストラン | [ 302 ] |
| 09月24日 | 新しい部屋                   | 和室             | 洋室                 | [ 264 ] |
| 10月08日 | 秋を過ごすなら               | 読書             | スポーツ             | [ 303 ] |
| 10月15日 | もし行けるなら               | 過去             | 未来                 | [ 266 ] |
| 10月22日 | 外から帰ってきて先にするのは | 夕ご飯           | お風呂               | [ 304 ] |
| 11月12日 | デートするなら               | 動物園           | 水族館               | [ 269 ] |
| 11月19日 | 大人になって住むなら         | 都会             | 田舎                 | [ 305 ] |

## ADヤマモトの極秘資料室
2002年度放送。取調室風のセットと進行で極楽とんぼとてれび戦士がトーク。ヤマモトの極秘資料により、てれび戦士の私生活が露に。全20回、2002年度てれび戦士1人1回ずつ放送。
| 2002年   | てれび戦士               | 脚注    |
| -------- | ------------------------ | ------- |
| 04月16日 | 安齊舞                   | [ 216 ] |
| 04月17日 | 松井蘭丸                 | [ 258 ] |
| 04月24日 | 八木俊彦                 | [ 278 ] |
| 05月01日 | 村田ちひろ               | [ 280 ] |
| 05月14日 | ブライアン・ウォルターズ | [ 219 ] |
| 05月15日 | ジョアン・ヤマザキ       | [ 282 ] |
| 05月22日 | 俵有希子                 | [ 284 ] |
| 06月03日 | 山元竜一                 | [ 287 ] |
| 06月18日 | 俵小百合                 | [ 223 ] |
| 06月26日 | 井出卓也                 | [ 291 ] |
| 07月03日 | 白木杏奈                 | [ 293 ] |
| 07月09日 | 村上東奈                 | [ 226 ] |
| 09月09日 | ローブリィ翔             | [ 227 ] |
| 09月25日 | 豕瀬志穂                 | [ 265 ] |
| 10月07日 | 飯田里穂                 | [ 230 ] |
| 10月14日 | 中村有沙                 | [ 231 ] |
| 10月21日 | 岩井七世                 | [ 232 ] |
| 10月30日 | 堀江幸生                 | [ 268 ] |
| 11月18日 | 熊木翔                   | [ 235 ] |
| 11月25日 | マイケル・メンツァー     | [ 236 ] |

## 不思議調査隊
2002年4月17日 - 2003年1月27日に放送。
| 放送日         | テーマ                 | てれび戦士                         | 脚注    |
| -------------- | ---------------------- | ---------------------------------- | ------- |
| 2002年04月17日 | 月                     |                                    | [ 258 ] |
| 2002年05月01日 | さかさまのレストラン   | 村上東奈、俵小百合                 | [ 280 ] |
| 2002年05月22日 | 家の中を走る電車       | 熊木翔、村上東奈                   | [ 284 ] |
| 2002年06月05日 | 立って通れないトンネル | 熊木翔、村上東奈                   | [ 288 ] |
| 2002年06月26日 | UFOが来る山?           | 俵有希子、俵小百合                 | [ 291 ] |
| 2002年10月22日 | 揚げていないフライ     | ブライアン・ウォルターズ、俵小百合 | [ 304 ] |
| 2002年11月26日 | 謎の巨大ザリガニ       |                                    | [ 272 ] |
| 2003年01月27日 | 日本一の山             |                                    | [ 306 ] |

## まんぷくくん
2002年度放送。堀江幸生演じる「まんぷくくん」のお腹を満足させるため、毎回ホストのてれび戦士と共に日本中のグルメを探す。
| 2002年   | てれび戦士               | テーマ   | ロケ場所       | 脚注    |
| -------- | ------------------------ | -------- | -------------- | ------- |
| 04月24日 | 豕瀬志穂                 |          |                | [ 278 ] |
| 05月15日 | マイケル・メンツァー     |          |                | [ 282 ] |
| 05月29日 | 飯田里穂                 | 島豆腐   | 沖縄県         | [ 286 ] |
| 06月19日 | ブライアン・ウォルターズ | タコ     | 愛知県名古屋市 | [ 289 ] |
| 07月03日 | ジョアン・ヤマザキ       | ウニ     | 長崎県         | [ 293 ] |
| 10月08日 | 村田ちひろ               | レンコン | 徳島県鳴門市   | [ 303 ] |
| 11月11日 | 白木杏奈                 | 米       | 新潟県         | [ 234 ] |

## てれび戦士のプロデュースX
2002年度の水曜日に放送。てれび戦士が全国の町や村を訪ね、面白いものや人物をプロデュースしCMを作成。わずか3回で終了。
| 2002年  | テーマ     | 脚注    |
| ------- | ---------- | ------- |
| 4月10日 |            | [ 257 ] |
| 4月24日 | 東京都新島 | [ 278 ] |
| 5月01日 |            | [ 280 ] |

## 天てれハッピーネーム
2002年度放送。ペットやグループ名等、名前が付けられなくて困っているものにてれび戦士が命名するコーナー。

## 天てれことわざ工房
2002年度放送。例題を参考に、てれび戦士が新しいことわざを作成するコーナー。

## ADヤマモトのわたし勝ちます
2002年度放送。てれび戦士とADヤマモトの真剣勝負。
| 2002年   | 対決                     | 脚注    |
| -------- | ------------------------ | ------- |
| 05月13日 | 50メートル走             | [ 281 ] |
| 05月20日 | 縄跳び                   | [ 283 ] |
| 06月05日 | ダーツ                   | [ 288 ] |
| 06月19日 | ろうそくの火を鼻息で消す | [ 289 ] |
| 06月26日 | 平均台で紙風船をつく     | [ 291 ] |
| 11月18日 | スポーツ吹矢             | [ 235 ] |
| 11月25日 | プロレス                 | [ 236 ] |

## さわってドッキリ
2002年度。箱の中に手を入れその中身を当てる。

## 昭和生まれをなめたらいかんゼヨ!!
2002年度。平成になって見かけなくなった道具が一体何に使うものなのかを当てる、昭和生まれの偉大さを知らしめるコーナー。

## 天てれランキングショー
2002年度。てれび戦士の順位から何のテーマを推理する。

## 天てれゲームスクランブル
| 生放送 | 2001 - 2002 - 2003 |
| 木曜日 | 2001 - 2002 - 2003 |

『天才てれびくんワイド』2002年度の木曜日に編成された生放送。放送内でのタイトルコールはそれまでと変わらず『天才てれびくんワイド・木曜生放送』であり、『天てれゲームスクランブル』はコーナータイトル扱いだった。
一般視聴者がプッシュホンの電話機で参加するゲームやマジックフロアを使ったゲームなど7年間にわたって続いたゲームコーナーはこの年度をもって廃止され、月曜日→金曜日→木曜日と移りながら同じく7年間続いた週1回の生放送もこの年度で一旦廃止となった（2003年度の木曜日は事前収録のゲーム企画となり、年度末に生放送を一度だけ行った後、2004年度から再開）。

### 基礎情報
- 期間：2002年4月11日 - 2002年12月5日
- 時間：木曜 18:00 - 18:44（44分）
- 回数：24回
- 司会：極楽とんぼ

### 概要
1学期はストーリーの設定に従って、テレゾンビの手に落ちたメディアステーションを取り返すためテレゾンビ（極楽とんぼ）の2人（「助っ人」としてゲストが入る場合もあった）VSてれび戦士・一般視聴者の対決という構図で行われ、てれび戦士が1勝するたびにステーションの部品を1つ取り戻し、5勝で全ての部品が揃うルールだった。2学期は2000 - 2001年度のルールを踏襲し、加藤とてれび戦士の混合チームVS山本とてれび戦士の混合チームの対抗戦に変更。2学期の間に片方のチームが通算成績で5敗となった時点でダメゾンビとされ罰ゲームを受けた。いずれもポイント制でその回の勝敗が決まるルールは2000 - 2001年度から変更なし。ゲームの合間に『ミュージックてれびくん』と『ベイベーばあちゃん』を挟む形式は変わらない。

### ゲーム
- ポポゾンワンダールーム
一般視聴者がプッシュ操作でポポゾンを前後左右に移動させ、落ちてくる花を食べてポイントをゲットしていく。移動は前進が8番、後退が2番、左移動が4番、右移動が6番、食べる時は5番を押す。ルームは3つあり、残り1分に達した時点で第2ルーム、残り30秒で第3ルームに変わる。1学期のてれび戦士チームは第1・第3ルームは一般視聴者、第2ルームは出演者が操作する。第1ルームのアイテムであるりんごを食べると50点、第2ルームの飴を食べると100点、お宝アイテムを食べると200点が加算され、お宝アイテムはさらに食べ放題モードに変わる。基本的なシステム・ルールは1999年度の「3Dポポゾン」と同じだが、技術の向上によりCG描写がきめ細かくなっている。
- もじもじポポゾン
ポポゾンのシステム・ルールを大幅に改めた新ゲーム。クロスワードの要領を取り入れ、ポポゾンに落ちてくるアイテムを食べさせて、文字の一部が空欄になっている単語の空欄箇所を埋める。
- 生てれQ（一般視聴者が電話口で回答を行うシステムは共通で、以下のバリエーションが存在した）
  - どっちからみてもクリソツやんかぁ〜 生てれQ - 各チーム代表者が描いた絵を見て何を描いたかを当てる。
  - どっちを選ぶでショー 生てれQ - 「人気のあるドラマの脇役or人気のないドラマの主役どっちがいい？」などといった究極の質問に答えるてれび戦士の回答を2択で推理する。
  - ああ こんなはずじゃなかったのよ!生てれQ! - てれび戦士4人に一見同じものに見える食べ物が配られる。しかし、その中にロシアンルーレットの要領で1つだけ「チョコレートの中に入れられたビーフシチューの素」などが入っており、一般視聴者はそれを食べた1人を推理する。
  - クイズ!レベルX 生てれQ! - てれび戦士がA/Bの2択から選んだ問題を回答。A/Bの難易度は大きく分かれる。
  - こたえてちょーだい生てれQ! - 一般視聴者にアポなしで生電話をして、クイズに正解できればポイントを獲得。開始当初は電話トラブルが頻発していたが後期にはそのようなこともなくなった。
  - しりとり文字クイズ!生てれQ! -
- おたよりタイムリーヒット
月曜日の放送で事前に「こんな旅をしてみたい」などといったテーマを募集しており、それを木曜生放送で発表する形だった。投稿内容を「イケゾンビ」「ヤヤゾンビ」「メゲゾンビ」の3段階で判定する。
- 天てれ紙相撲!
てれび戦士vsテレゾンビの三本勝負。
- キキトリ王
指定された「キキトリワード」を誰が言ったか当てる。
- きたえてこたえて腹筋クイズ!
出題された問題に、腹筋5回をしないと解答権が得られない。
- クイズさかさまプレイヤー
逆再生された曲を聴いて、その曲名を当てる。
- クイズ知ったかぶり戦士!
「今までにやったことがないのに、やったフリをしている」てれび戦士を当てる心理ゲーム。
- クイズパラパラモンタージュ
早送り（パラパラ）される顔写真から出てきた顔を当てる動体視力を使ったクイズ。
- クイズ!私はだ〜れ?だれでしょね〜?
連想ゲームの要領でリーダーのヒントを手がかりに、てれび戦士1名に付けられた名前を当てる。
- これくらいでショー
「おばさんって何歳から」「昔ってどのくらい前」といった数値が一定しない問題に、てれび戦士は数値の幅の小ささを当てる。
- ウソのようなホントの絵日記
てれび戦士が描く絵日記の中に紛れた、虚偽の内容の絵日記を推理して当てる。
- おぼえて!答えまショー
8桁の数字を10秒間で暗記出来るかを競う。
- 掃除機バスターズ
掃除機の電源スイッチを使って、1分間で運べるビーチボールの数を競う。
- バラバラ連想ゲーム
「丼といえば?」などといった質問にてれび戦士5人がフリップで回答する。5人の答えがバラバラになると高得点を獲得できる。NGワードで相手を陥れることもできた。
- ○×イスとり王
出題される○×クイズをイスとりゲームで解答する。
- MTKクイズ
イントロ早押しの要領でスロー・ミックス・逆再生に加工されたMTKの楽曲を当てる。
- ぐるぐるグルメ真剣ずし
マジックフロアに表示された寿司ネタを神経衰弱の要領で合わせて、当たると本物の寿司ネタが食べられる。
- 天てれミニライブ
ゲストが歌手だった場合に実施。『ミュージックてれびくん』の扱いになっており、クリップ同様に画面右下にウォーターマークが入る。

### 放送日程
| 回 | 放送日         | ゲスト                     | 脚注    |
| -- | -------------- | -------------------------- | ------- |
| 01 | 2002年04月11日 |                            | [ 307 ] |
| 02 | 2002年04月18日 |                            | [ 308 ] |
| 03 | 2002年04月25日 | KONISHIKI                  | [ 309 ] |
| 04 | 2002年05月02日 | 清水ミチコ                 | [ 310 ] |
| 05 | 2002年05月16日 | コージー冨田、原口あきまさ | [ 311 ] |
| 06 | 2002年05月23日 | ウエンツ瑛士               | [ 312 ] |
| 07 | 2002年05月30日 | 山崎邦正                   | [ 313 ] |
| 08 | 2002年06月06日 | パンツェッタ・ジローラモ   | [ 314 ] |
| 09 | 2002年06月20日 | 星野敬太郎                 | [ 315 ] |
| 10 | 2002年06月27日 | 神取忍                     | [ 316 ] |
| 11 | 2002年07月04日 |                            | [ 317 ] |
| 12 | 2002年07月11日 | 今井絵理子                 | [ 318 ] |
| 13 | 2002年09月05日 |                            | [ 319 ] |
| 14 | 2002年09月12日 |                            | [ 320 ] |
| 15 | 2002年09月19日 |                            | [ 321 ] |
| 16 | 2002年09月26日 |                            | [ 322 ] |
| 17 | 2002年10月10日 |                            | [ 323 ] |
| 18 | 2002年10月17日 |                            | [ 324 ] |
| 19 | 2002年10月24日 |                            | [ 325 ] |
| 20 | 2002年10月31日 | 山川恵里佳                 | [ 326 ] |
| 21 | 2002年11月14日 |                            | [ 327 ] |
| 22 | 2002年11月21日 |                            | [ 328 ] |
| 23 | 2002年11月28日 |                            | [ 329 ] |
| 24 | 2002年12月05日 |                            | [ 330 ] |

## 天てれ電話家庭訪問!
2002年5月28日（火曜）放送。突然てれび戦士宅に電話をし、母親から幼少の恥ずかしい話を聞く単発企画。実はADヤマモトへのドッキリ企画。

## ブッチョー杯

### 第1回 戦いな祭
2002年7月10日（水曜）放送。
真夏の野外で行われたミニ運動会。種目は「ミラクルシュータースペシャル」「なりきりリレー」。

### 第2回 ガタリンピック
2002年9月23日 - 9月24日（月曜 - 火曜）放送。
佐賀県鹿島市、有明海の干潟で行われた泥んこ運動会。
出演者
- カトウチーム（赤）
  - 加藤浩次、山元竜一、岩井七世、ローブリィ翔、中村有沙、八木俊彦

- ヤマモトチーム（緑）
  - 山本圭壱、熊木翔、堀江幸生、飯田里穂、村田ちひろ、豕瀬志穂

- 審判：岡本忠好
- 応援団：鹿島市立七浦小学校

2002年9月23日（月曜）放送
- ガタリンピック前日
  - ガタスキーに挑戦!
  - 干潟の生き物探し

| カトウ                | カトウ | ヤマモト | ヤマモト   |
| --------------------- | ------ | -------- | ---------- |
| 山元竜一              | ○      | ●        | 熊木翔     |
| 岩井七世              | ●      | ○        | 村田ちひろ |
| ローブリィ翔 八木俊彦 | ○      | ●        | 堀江幸生   |
| カトウチームの勝利    |        |          |            |
| エクストラマッチ      |        |          |            |
| 堀江幸生              | ●      | ○        | 山本圭壱   |
2002年9月24日（火曜）放送
| カトウ               | カトウ | ヤマモト | ヤマモト |
| -------------------- | ------ | -------- | -------- |
| 八木俊彦             | ●      | ○        | 豕瀬志穂 |
| 山元竜一             | ○      | ●        | 熊木翔   |
| 中村有沙             | ●      | ○        | 飯田里穂 |
| 岩井七世             | ○      | ●        | 堀江幸生 |
| 加藤浩次             | ●      | ○        | 山本圭壱 |
| ヤマモトチームの勝利 |        |          |          |
| カトウ | ヤマモト |
| ------ | -------- |
| 0勝    | 2勝      |
- 最終結果：1-2でヤマモトチームの優勝
- 罰ゲーム：負けたチームのキャプテン（加藤浩次）がガタの中に埋もれる

### 第3回 江戸をうろうろ
2002年12月2日（月曜）放送。
極楽とんぼとてれび戦士が江戸の地図を頼りにチェックポイントをクリアしてゴールを目指す街ブラゲーム企画。

## 幻のクワガタ捕獲大作戦スペシャル!
- 放送日：2002年9月2日 月曜
- ロケ場所：鹿児島県奄美大島
- てれび戦士：井出卓也、安齋舞
- 出典：[261]

## 幻の魚・イトウを釣る!
- 放送日：2002年9月3日 火曜
- ロケ場所：北海道
- てれび戦士：松井蘭丸、俵小百合
- 出典：[262]

## タイムバトル!Go!Go!ともだち北海道
- 放送日：2002年9月4日 水曜
- ミスターヒント&ピント：げんしじん、なすび
- 出典：[263]

ミスターヒント&ピントのメールヒントを手がかりに、てれび戦士が北海道でタイムバトル。

## 天てれ超ミニミニ大運動会!

### 概要
2002年10月14日（月曜・体育の日）、10月15日（火曜）放送。ミニミニな種目で対決する運動会。

### 出演者
- カトウチーム
  - 加藤浩次、山元竜一、白木杏奈、ローブリィ翔、ジョアン・ヤマザキ、八木俊彦
- ヤマモトチーム
  - 山本圭壱、松井蘭丸、安齊舞、堀江幸生、村田ちひろ、豕瀬志穂

### 内容
第1種目 5メートル走
| カトウ               | カトウ | ヤマモト | ヤマモト   |
| -------------------- | ------ | -------- | ---------- |
| 山元竜一             | ●      | ○        | 松井蘭丸   |
| ジョアン・ヤマザキ   | ●      | ○        | 村田ちひろ |
| ローブリィ翔         | ○      | ●        | 堀江幸生   |
| ヤマモトチームの勝利 |        |          |            |
第2種目 超ミニミニ玉転がし
ソフトボールを棒で転がし、2つのロードコーンを8の字でくぐる。
| カトウ             | カトウ | ヤマモト | ヤマモト |
| ------------------ | ------ | -------- | -------- |
| 白木杏奈           | ○      | ●        | 安齊舞   |
| 八木俊彦           | ●      | ○        | 豕瀬志穂 |
| 加藤浩次           | ○      | ●        | 山本圭壱 |
| カトウチームの勝利 |        |          |          |
第3種目 三輪車リレー
| 順                     | カトウ             | ヤマモト   |
| ---------------------- | ------------------ | ---------- |
| 1                      | ローブリィ翔       | 堀江幸生   |
| 2                      | 山元竜一           | 安齊舞     |
| 3                      | ジョアン・ヤマザキ | 村田ちひろ |
| 4                      | 白木杏奈           | 松井蘭丸   |
| 5                      | 加藤浩次           | 山本圭壱   |
| 6                      | 八木俊彦           | 豕瀬志穂   |
| グダグダのため無効試合 |                    |            |
| カトウ             | カトウ | ヤマモト | ヤマモト |
| ------------------ | ------ | -------- | -------- |
| 八木俊彦           | ○      | ●        | 豕瀬志穂 |
| カトウチームの勝利 |        |          |          |
最終結果
2-1でカトウチームの優勝。

## ワルの大告白大会!!
2002年10月30日（水曜）放送。己の過去の悪行を晒し自慢するスタジオトーク単発企画。

## SF(?)スペース新喜劇 宇宙旅館SOS!
番組名
天才てれびくんワイドスペシャル in NHKホール SF(?)スペース新喜劇 宇宙旅館SOS!
放送日時
2002年9月16日 月曜 10:30-12:00 敬老の日の振替休日
収録会場
2002年8月3日 東京都渋谷区 NHKホール
出演者
- U・S・D荘（ウルトラ・スーパー・デラックス荘）
  - ヤマモト女将（山本圭壱）
  - 番頭（熊木翔）
  - 従業員（安齊舞・白木杏奈・マイケル・メンツァー）
  - おしほ（豕瀬志穂）
- 王様一行
  - 王様
  - ミチョコ殿（清水ミチコ）
  - どーよ（テル・ケンキ）
  - やぎっち様（八木俊彦）
- 宇宙のワル
  - カトウ2世（加藤浩次）
  - 美人怪盗姉妹（俵有希子、俵小百合）
  - 宇宙海賊（村上東奈、松井蘭丸）
  - 宇宙剣士・無頼庵（ブライアン・ウォルターズ）
  - 宇宙うそつき（ジョアン・ヤマザキ）
- ラフィンスター号
  - コウセイ先生（堀江幸生）
  - 編集長イデタク（井出卓也）
  - ヤマカワ船長（山川恵里佳）
  - リホ（飯田里穂）
  - スペースアイドルナナセ（岩井七世）
  - ロー大人（ローブリィ翔）
  - チヒロ（村田ちひろ）
  - アリサお嬢様（中村有沙）
  - ビジュアル星人リュウイチ（山元竜一）
  - カンペイ（間寛平）
- 声の出演
  - ブッチョー部長（坂口候一）

歌
1. 「恋人は宇宙人」スペースアイドルナナセ
2. 「クエスチョン」ローブリィ翔
3. 「BYE BYE DAYS」T for TWO
4. 「LOVE IS POP」てれび戦士2002

スタッフ
- 振付：T-ASADA
- 構成：丸山智子、木村和彦、森
- 演出：坂田淳、村上貴英
- 制作統括：菅乙彦

出典

## MTKスーパーライブ2003
番組名
天才てれびくんワイド・スペシャル IN 大阪 MTKスーパーライブ2003
放送日時
- 60分版
  - 2003年2月11日 火曜 09:00-10:00 本放送 建国記念の日
  - 2003年2月23日 日曜 16:00-17:00 再放送
- 完全版（全2回 通常放送枠）
  - 2003年3月25日 火曜 18:00-18:44
  - 2003年3月26日 水曜 18:00-18:44

収録会場
2003年1月26日 大阪府大阪市中央区 NHK大阪ホール
出演者
- 間寛平
- 山川恵里佳
- てれび戦士

歌
1. 「1-2-3」SPACE FAIRY
2. 「星の軌跡」ギャラクシー
3. 「BE HAPPY DAY」八木俊彦、豕瀬志穂
4. 「BYE BYE DAYS」T for TWO
5. 「スピリチュアル」CHU-LIPS
6. 「地図」マイ☆コウ
7. 「ルーキー」山元竜一、Boys Be Boys
8. 「クレマチス」山川恵里佳、T for TWO
9. 「STEADY BOYS」岩井七世、T for TWO
10. 「あこがれ」村上東奈
11. 「恋にメリーゴーラウンド In for a penny,In for a pound」SPACE FAIRY
12. 「クエスチョン」ローブリィ翔、井出卓也、村上東奈
13. 「僕であるために」Boys Be Boys
14. 「LOVE IS POP」てれび戦士2002

スタッフ
- 振付：T-ASADA
- 演奏：Gargoyle
- 演出：西部裕樹
- 制作統括：菅乙彦

出典

## 天才てれびくん10周年スペシャル

### 基礎情報
- 期間：2003年1月20日 - 2003年1月30日
- 時間：月曜 - 木曜 18:00-18:44（通常放送枠）
- 回数：8回
- 出典：[338][339][340][341][342][343][344][345][346][347][348]

### 2003年1月20日 月曜
- 初代てれび戦士同窓会
- アニメ特集「恐竜惑星」「ジーンダイバー」
- エンディング「You You You」

### 2003年1月21日 火曜
- OBとスノー対決!
- ドラマ特集「ミステリーの館」「悪夢の王」
- エンディング「ガンバレ!アインシュタイン」

### 2003年1月22日 水曜
- OBハイチーズ
- キャイ〜ンに会いたい
- エンディング「キミはステキさ!ベイビーメイビー」

### 2003年1月23日 木曜
- ブッチョー杯 バスケット対決
- アニメ特集「ナノセイバー」
- ドラマ特集「妖怪すくらんぶる」「ザ・ゴーストカンパニー」
- エンディング「BANG BANG BANG」

### 2003年1月27日 月曜
- 突然だけどミュージックてれびくんが踊りたい!「恋にメリーゴーラウンド」
- 不思議調査隊「日本一の山」
- COUNT UP　MTK 1998年度
- エンディング「君にクラクラ」

### 2003年1月28日 火曜
- ピッツァピッツァ（ジミーインタビュー）
- 復活!なりきりシンガーズ
- COUNT UP MTK 1999年度
- エンディング「恋の天才～ジョンとミケの場合～」

### 2003年1月29日 水曜
- OBの町でうろうろ
- COUNT UP MTK 2000年度
- エンディング「ドキドキのち晴れ」

### 2003年1月30日 木曜
- 天てれOBvs現役 大喜利対決
- COUNT UP MTK 2001年度